# Рудківці (Кам'янець-Подільський район)
Ру́дківці — село в Україні, в Новоушицькій селищній територіальній громаді Кам'янець-Подільського району Хмельницької області. Зареєстровано 514 осіб (336 дворів).

## Загальні відомості
Село Рудківці розташоване на високому нагірному березі Дністра при впадінні в нього річки Матірки (стара назва «Боричова»), долини яких сьогодні утворюють ложе Дністровського водосховища. Газифіковане у 2011 році. Зареєстровано релігійні громади Української православної церкви і Церкви євангельських християн-баптистів.
Долинами Дністра та річки Матірки Хмельницька область межує з Вінницькою і Чернівецькою областями. До 28 червня 1940 року вздовж Дністра проходила лінія державного кордону між СРСР та Сучавським повітом Румунського королівства; село знаходилось в смузі 23-го Кам'янець-Подільського прикордонного загону і в межах 1-го сектору 12-го Могилів-Подільського укріпленого району.
Село Рудківці відоме від кінця XVI ст. і його рання історія пов'язана із формуванням так званого «калюського ключа маєтків». Рудківці могли заснувати магнати Гербурти, які саме у другій половині XVI ст. володіли калюською маєтністю.

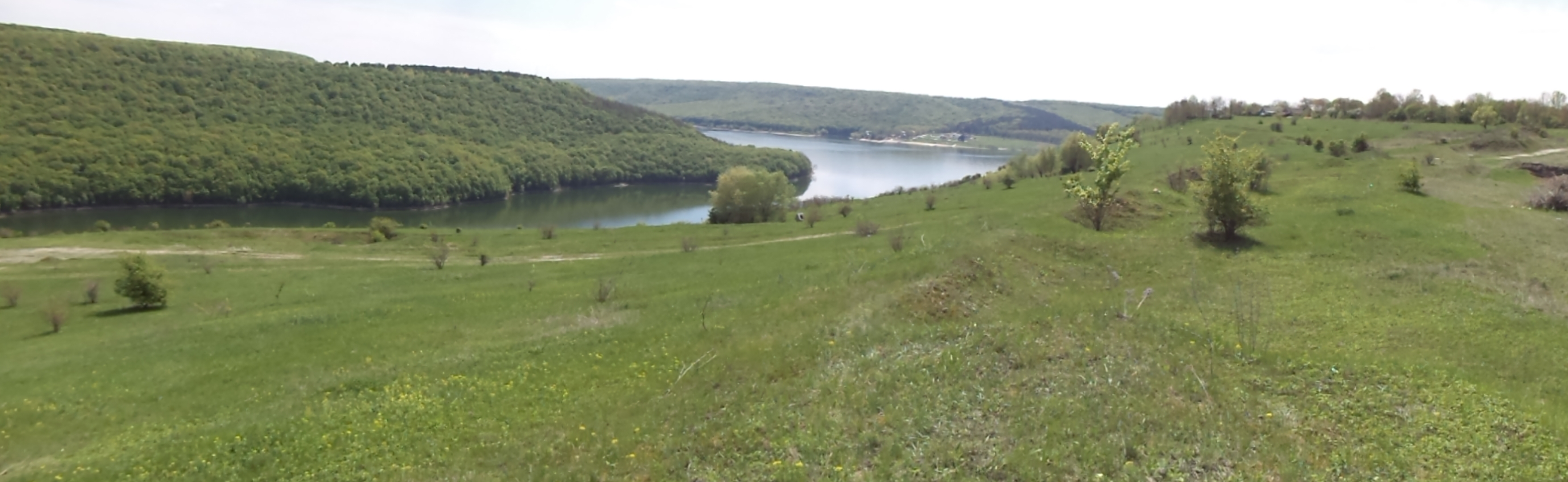
Східна околиця Рудковець (на задньому плані Чернівецька, зліва — Вінницька області)

Рішенням XV сесії Новоушицької селищної громади VII скликання від 17.10.2019 року Рудківцям надані герб і прапор. Їх синій, жовтий та зелений кольори символізують розташування села на межі трьох областей, а лик сонця — приналежність до Подільської землі; яблуневий цвіт є символом садівництва, хвиляста блакитна лінія — символ Дністра.

## Історія

### Перші згадки

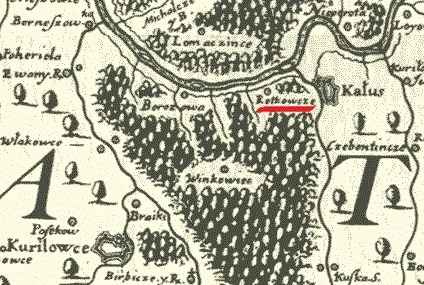
Рудківці на мапі Боплана, 1650 р.

Село під назвою Ротківці (Rotkowce) серед шляхетських маєтків Летичівського повіту Подільського воєводства вперше згадується в Кам'янецькій земській книзі 1604 року; там же за 1610 рік відзначений сучасний варіант назви — Рудківці (Rudkowce).Село Ротківці (Rotkowcze) відображене на Спеціальній карті України Г.Боплана 1650 року, укладеної за результатами топографічної зйомки у 30-40 рр. XVII ст.
Одна з письмових згадок надрукована в серії «АЮЗР», де наведені результати «обліку димів у містах та поселеннях Подільського воєводства, показане під присягою з нагоди стягнення подимного податку в 1661 році», здійснюваного польською адміністрацією. У присяжних показаннях про села записано: «Laboriosus Iuryk de Rutkowce ad Kalus praestitit super desolationem» (робітник Юрік з Рутковець, що при Калюсі, дав присягу про повне розорення (знищення) села).

### Назва села
У першоджерелах село Рудківці не асоціюється зі словом «руда» (польське: ruda); на карті Боплана 1650 року село назване Ротківці (Rotkowcze), а у польському тарифі подимного податку 1661 р. — Рутківці (Rutkowce). Пізніше, у польських переписах євреїв у Подільському воєводстві 1775, 1784 і 1787 роках, село уже називається Рудківці (Rudkowce) ( — С. 231, 432, 548). Але у переписі євреїв Кам'янецького повіту 1789 року село знову зазначене як Рутківці (Rutkowce)( — С. 638). Для церковного літопису в 1898 році приходським священиком було відзначено, що за розповідями старожилів Рудківці отримали свою назву від безлічі «рудок» — невеликих болотистих западин, де утворювалися невеликі озера, з яких деякі «збереглися досі» (— с. 992). Але на сьогодні немає ознак чи історичних відомостей про наявність у рудковецьких землях болотних руд або їх видобуток.
Микола Крикун подає наступні варіанти назв с. Рудковець (початково Ротківці), зафіксовані у хронологічному порядку у відповідних джерелах:

Rotkowce (Ротківці), с. — Кам'янецька земська книга 1604; Подимний реєстр 1629;

Rudkowce, с. — Кам'янецька земська книга 1610;

Rodkowce, с. — Кам'янецька земська книга 1625, 1636;

Radkowce, м. — Кам'янецька земська книга 1641;

Rutkowce, с. — Подимний реєстр 1661;

Rotkowcze, с. — Боплан;

Rudkofçi, с. — Кам'янецький дефтер 1681. Хмельн. обл. Відоме від кінця XVI ст.: с. Рудківці.

Rudkowce, с. — Подимний реєстр 1728; Відомість Подільського губернського правління 1803;

Rutkowce, с. — Візитація римо-католицьких парафій 1741; Перепис єврейського населення 1765, 1789;

Radkowce, с. — Подимний реєстр 1775; Перепис єврейського населення 1784;

Rodkowce, с. — Таблиця деканатів Кам'янецької дієцезії 1783.

### Заселення Рудковець
У Середньовіччі рудковецька місцевість, що знаходилася в «гірському» лісистому кутку Барського староства на кордоні Речі Посполитої, довгий час не мала постійного населення через загальне спустошення краю війнами і часті набіги татар. Ось як характеризувалася ця частина Поділля у 16 ст.: «На південь Барського староства, по Дністру, поміж Калюсом та Мурафою, то уже пустка, що зрідка лише усіяна поселеннями… Правильне уявлення про її стан дасть нам волость Лядовська, що розкинулася від гирла Калюса і аж за Лядову на просторі 9,5 кв. миль: є в ній 5 сіл, з котрих одне лиш обробляє 4 км ниви, інші нив зовсім не мають. Назви місцевостей в цих межах ще здавна відомі; проте у 1530 (1542) р. зазначені були як пустки в тодішнім повіті Зіньковецькому: Вільховець, Вербовець, Струга, Doliniany, Berlince, Лучинець, Немія та інші, які і пізніше (1583 р.) як оподатковувані майже ще не рахувалися» (Źródła dziejowe. T. XIX, с. 94).
З люстрації 1565 г. знаємо, що в Барському повіті не всі власники жили у своїх фільварках серед порожніх або спустошених селищ; більшість живе або в містах або в інших населених селах… головний дохід усюди давало не землеробство, а бджільництво, скотарство й рибальство. «…плебеї не мають ніякої осілості, але мають там пасіки, косять сіно для худоби й улітку тримають худобу в кошарах».
У польських поборових реєстрах XVI ст. село Рудківці відсутнє. Перші документальні свідчення про існування села Рудковець відносяться до початку XVII ст. (згадки за 1604, 1610, 1625 роки). Спустошення Поділля під час Польсько-козацької війни в історії села відобразилися 1661 роком, коли в польському подимному реєстрі дали свідчення про його повне розорення. 
У 1681 році за часів турецького панування село мало 20 домогосподарств з 29 чоловіками (20 голів родин і 9 холостяків). Перший в історії Рудковець поіменний турецький перепис засвідчив такі рудковецькі прізвища на той час: Сергюченко, Клименко, Грисаченко, Никоропенко, Вилашенко, а також імена в такому звучанні — Василь, Петро, Данило, Фуртій, Марко, Матвій, Миколай, Тиміш та інш.
У першій половині XVIII ст. після воєн і господарської розрухи (руїни) в поселеннях на схід від річки Калюс (в Калюсі, Бернашівці, Яришеві, Могилеві) з'являються перші храми, які засвідчили інтенсивне залюднення краю переселенцями з Волощини, Галичини та інших земель. Свою першу церкву рудківчани збудували у 1742 році. Зафіксовані такі прізвища рудківчан: Федір Паштерян (1708-1798), Костянтин Ломачинський (1709-1799), Григорій Халахур (1710-1799), Онуфрій Гонтар (1711-1797), Олексій Рябий (1715-1800).
У зв'язку із молдавсько-подільськими проблемами самовільного переселення селян є дані, що у 1746 р. в Калюському ключі маєтків у селі «Орачинцях» було 24 «волохи» з 56 підданих, причому 9 з них — на слободах, а в селі «Радківцях» серед 47 підданих (родин) було 23 родини (чи одинаків) вихідців з Молдавії, з них на слободах — 7.
За даними подимного реєстру 1775 р. у с. Рудківці (Rudkowce) налічувалося 33 дими, в Калюсі (Kaliasź) — 136, Горячинцях (Haraczynce) — 56, Куражині (Kuroszin) — 37.

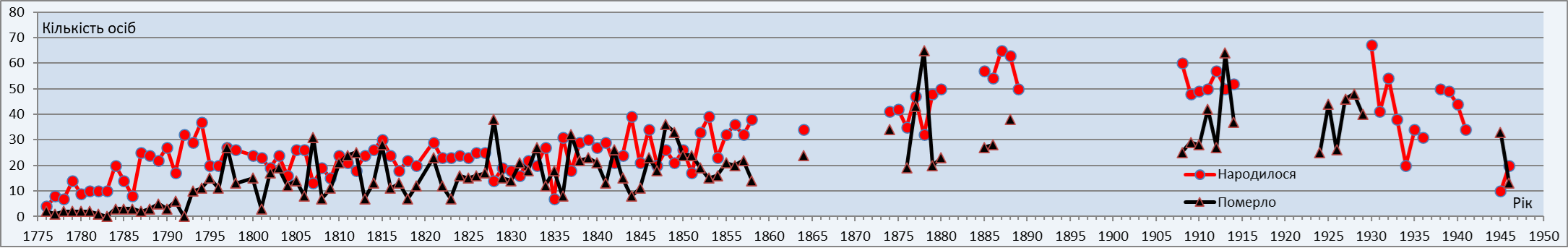
Динаміка народжуваності та смертності у с. Рудківці

За сповідальною книгою рудковецької церкви 1798 року в селі була 81 родина на окремих дворах і 10 родин бобилів. Всього жителів було 505 (269 чоловіків і 236 жінок).
За церковною метричною книгою у 1795 році в селі було охрещено 20 дітей. Померло 15 осіб (10 дітей до 3-х років, двоє — 12 і 17 років, троє людей у 44, 50 і 52 роки). У зв'язку із народженням і смертю у період 1795—1799 рр. були записані такі прізвища рудковецьких прихожан (хрещених батьків, кумів, голів родин): Бабій, Баланчук, Батожняк, Безпалков, Білик, Бобржецький, Булава, Бурдейний, Вашиняк, Вербицький, Войтчитин, Вончул, Гайдученко, Голозуб, Гонтар, Гонца, Гончарик, Гончарук, Горобчук, Громадзкий, Грицай, Грушко, Гурдиган, Гуцул (Гуцуляк), Демчук, Дігтяр, Дідур, Донцяк, Дунаєвський, Заворотній,Затірка, Зеленчук, Зернюк, Катеринчук, Кирилчук, Кируца, Климко, Колибаба, Кордонський, Кошташ, Криворучин, Кулик, Кучерявий, Лисий, Ломачинський, Лукашик, Мамінський, Марценюк, Миронюк, Міхайлюк, Мойсюк, Молокопій, Московчук, Мошкошлей, Нагірняк, Одиринюк, Паршенко, Пастух, Паштерян, Перевозник, Підлубний, Притула, Прохніцький, Пушкар, Рудий, Савковий, Слободяник, Смагло, Собчук, Солонинка, Ткач, Фриз, Халахур, Шевчук, Шлейко. Також у сповідальних відомостях церков м. Калюс і с. Гарячинці за 1798 рік зазначені: Бушовський, Вознюк, Маковійчук, Мельник, Погомій, Твердохліб. 
За сповідальною книгою рудковецької церкви у 1816 році в селі було 93 двори з 479 жителями. У «Списках населених місць Подільської губернії …», складених в 1859 р., село «Рутковцы» значиться як поміщицьке, у якому було 98 садиб і 612 жителів (у тому числі 306 жінок). Жителів у сусідньому с. Горячинці було 554, містечку Калюсі — 3296, містечку Вільховець — 1608.
У середині XIX ст. народжувалося щорічно 20-37 дітей, помирало 15-24 особи. Так, у 1876 році народилося 35 дітей. Померло 19 осіб; з них 6 дітей до 3-х років (5 від гарячки, 1 від кашлю), двоє у 7 і 8 років від гарячки і кашлю, 24-літній від чахотки, четверо 33-40-річних (двоє від пухлини, по одному від нариву і поносу), троє 50-56 літніх (від гарячки, простуди, внутрішньої хвороби), троє у віці 60, 67 і 70 років (від ядухи, пухлини, внутрішньої хвороби). Періодичне зростання смертності у Рудківцях по окремих роках було пов'язано в основному із інфекційними хворобами дітей — віспою у першій половині XIX ст., холерою (1848 р.), дифтерією (1878 р., коли померло 47 дітей, віком до 5 років, і 12 дітей, віком 5-10 років), кором (1913 р.).
У географічному словнику Королівства Польського…(1888 р.) відзначено, що Рудківці, які розташовані при гирлі Боричови на Дністрі, мають 120 дворів, 600 жителів, з них 5 однодворців, 591 десятину землі селян, 2740 десятин землі поміщицької разом з Горячинцями і Калюсом і 34 десятини церковної. Православна церква має 936 прихожан.
Дані першого загального перепису населення 1897 року в Російській імперії:
| Назва населеного пункту | Кількість жителів | Чоловіків | Жінок | Православних | Юдеїв | Католиків |
| ----------------------- | ----------------- | --------- | ----- | ------------ | ----- | --------- |
| с. Рудківці             | 1077              | 526       | 551   | 1073         |       |           |
| мст. Калюс              | 3083              | 1443      | 1640  | 1157         | 1897  |           |
| с. Горячинці            | 985               | 488       | 497   | 971          |       |           |
| с. Нова Гута            | 638               | 318       | 320   | 193          |       | 440       |
| мст. Вільховець         | 2365              | 1161      | 1204  | 1739         | 316   | 310       |
| с. Березова             | 1919              | 946       | 973   | 1884         |       |           |

У 1925 році Рудковецька сільська рада включала село Рудківці, що мало 378 дворів і 1364 душ населення, а також хутір Рудковецький із 18 дворами і 124 жителями. За переписами у 1989 і 2001 рр. у Рудківцях було відповідно 731 (312 чоловіків та 419 жінок) і 615 жителів.

### Адміністративно-територіальна приналежність та влада
1569—1793 рр. — у складі Подільського воєводства Речі Посполитої. 1648—1672 рр.: Хмельниччина, Гетьманщина. У 1659—1667 рр. під протекторатом Московського царства після приведення у грудні 1659 р. до присяги на вірність московському царю Подільського козацького полку, у тому числі Вільховецької сотні, що налічувала 191 козака.
1672—1699 рр. — у складі Османської імперії, в межах Жванецької нагії Подільського еялету.
1793—1917 рр. — у складі Російської імперії. З 1.05.1795 р. у Подільському намісництві. З 12.12.1796 р. у Подільській губернії; Калюська волость Ушицького повіту з повітовим центром — м. Стара Ушиця, після 1826 р. — м. Нова Ушиця.
1918—1920 рр. — на території Української Народної республіки.
30.12.1922–24.08.1991 рр. — в складі УРСР СРСР.
7.03.1923 р. — Калюський район Кам'янецької округи Подільської губернії.
3.06.1925 р. — Новоушицький район Кам'янецької округи.
13.06.1930 р. — Новоушицький район Проскурівської округи (за рішенням спільних партійно-комсомольських зборів від 11 січня 1930 р. район протягом 5 місяців називався Новосталінський).
2.10.1930 р. — Новоушицький район УСРР.
9.02.1932 р. — Новоушицький район Вінницької області.
4.05.1935 р. — Новоушицький район Кам'янецького прикордонного округу Вінницької області.
22.10.1937 р. — Новоушицький район Кам'янець-Подільської (з 4.02.1954 р. Хмельницької) області.
Липень 1941 — квітень 1944 рр. — Новоушицька управа, Дунаєвецький ґебітскомісаріат, генеральна округа «Волинь-Поділля», Райхскомісаріат Україна.
30.12.1962 р. — Дунаєвецький район Хмельницької області УРСР.
4.01.1965 р. — Новоушицький район Хмельницької області.
24.08.1991 р. — Новоушицький район, Хмельницька область, Україна.
19.07.2020 р. — Кам'янець-Подільський район, Хмельницька область, Україна.

### Рудковецька церква

Дерев'яна триверха церква в с. Горячинці, побудована у 1768 р. (фото 1930 р.)

Перша рудковецька церква на честь святого Апостола Івана Богослова збудована у 1742 році на кошти прихожан [— с. 992]. На час її будівництва рудковецька парафія входила до Соколецького деканату Львівської єпархії Руської унійної церкви. Архітектурна побудова цього храму відповідала тодішнім канонічним традиціям — церква була дерев'яна триверха. Сільські церкви Поділля на той час були переважно бідними, будувалися з матеріалу невисокої якості, покривалися здебільшого ґонтом. Імовірно, перший рудковецький храм був з добротного матеріалу, враховуючи, що він проіснував 147 років, а після в 1889 році був проданий селу Петримани для будівництва дзвіниці. У той же час тоді в селі проживало тільки 47 родин, з яких 7 були новими переселенцями, і він не міг бути великим.
Останнім греко-католицьким рудковецьким парохом був ієрей Іван Дмитрович Лескевич (†1.11.1795), який вів у 1776—1795 рр. найстарішу із збережених рудковецьких метричних книг.
Після включення Поділля до Російської імперії почалося наполегливе приєднання греко-католицьких церков до православ'я. Парафія рудковецької церкви, що до кінця 18 ст. входила до складу Львівсько-Кам'янецької єпархії Руської унійної церкви, увійшла до заснованої 12 квітня 1795 року Брацлавської, а з 1800 року Подільської православної єпархії.
15 лютого 1888 р. була закладена, а в 1889 р. освячена нова Свято-Богословська церква, яка коштувала прихожанам 8750 руб. Нові церкви будувалися за типовими проектами московської архітектурної школи; рудковецька була двокупольною, разом із дзвіницею. Іконостас із попередньої церкви — двох'ярусний, простої роботи. У 1898 році в іконостасі в числі храмових ікон була старовинна ікона Божої Матері в дерев'яній позолоченій ризі, яка шанувалася за чудотворну; на поклоніння їй бувало невелике зібрання прочан (відпуст) у 10-у п'ятницю після Великодня. При церкві були дерев'яні причтові (побутові) будинки. Церковної землі 37,5 десятин. З 1887 р. діяла церковно-приходська школа із своїм приміщенням з 1898 року. Станом на 1889 рік у рудковецькій церкві було 844 прихожан (441 чоловік і 403 жінки).
У Рудківцях довше за інших священнодіяв Євфимій Васильович Снятинський (з 1843 року по 1890 рік), який тут помер і похоронений. [— с. 992]. У 1930 році рудковецький священик Михайлюк Макарій Миколайович був засуджений до 10 років ув'язнення через провокацію комсомольців села.

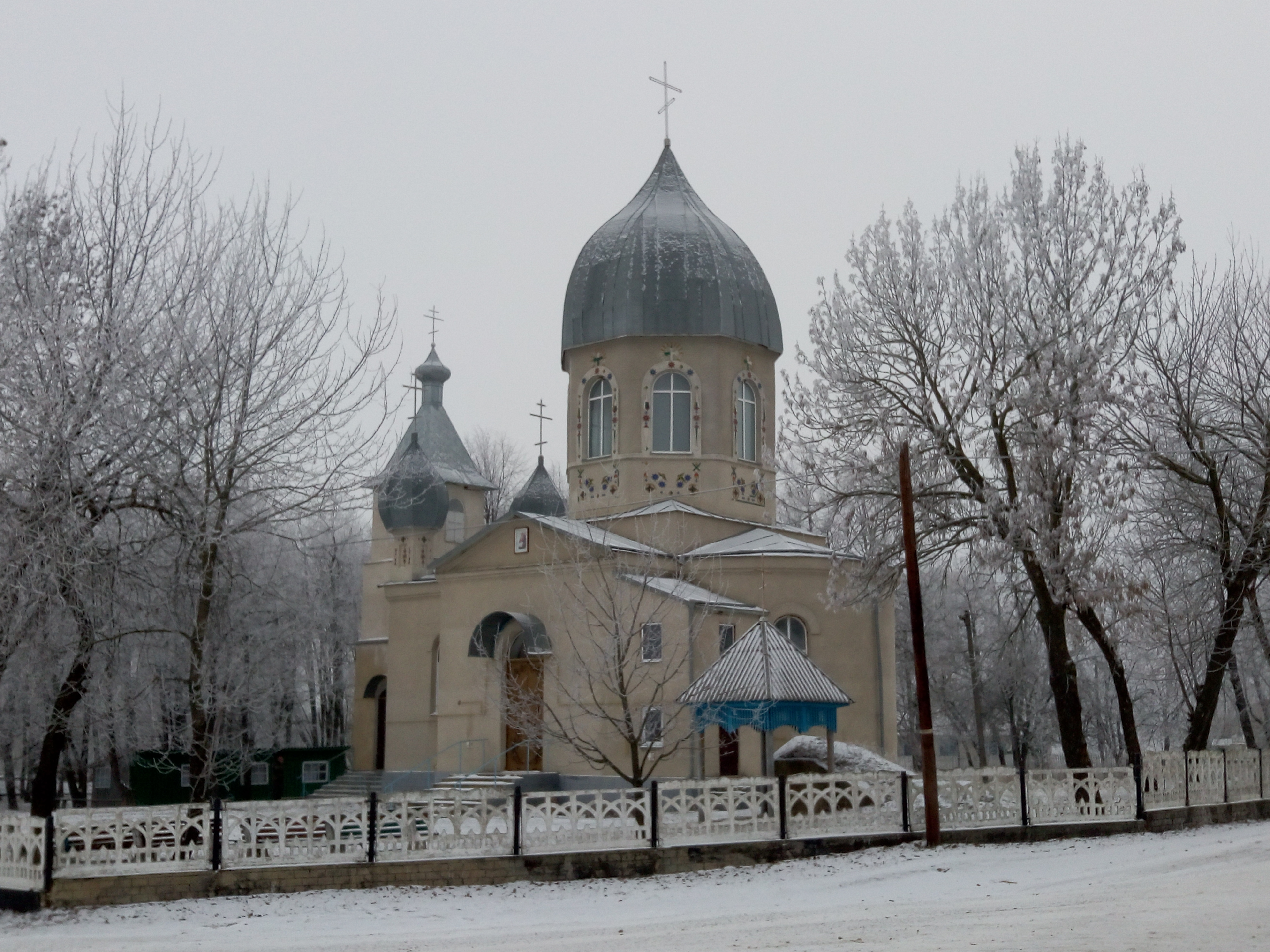
Храм на честь Апостола і Євангеліста Іоанна Богослова

У 1937 році церква була зруйнована. За розповідями старожилів села церкву валили місцеві активісти під керівництвом Сидора Паршенка; хрест знімав Спиридон Молокопій. Матеріал із церкви (камінь, жерсть, лісоматеріал) використаний для будівництва кам'яного магазину (складу) на колгоспному току. У 1941 році за німецької влади рудківчани збудували наметову церкву. У 1972 році біля церкви, від якої залишався кам'яний фундамент, була збудована Рудковецька восьмирічна школа. 26 травня 2005 р. у день пам'яті святих рівноапостольних Кирила та Мефодія у с. Рудківці єпископ Кам'янець-Подільський та Городоцький Феодор освятив новий храм на честь апостола і євангеліста Іоанна Богослова . Будівництво нової церкви і встановлення різьбленого іконостасу здійснювалося на пожертви благодійників, в основному жителів села. Вагомий вклад, ініціатива і заслуга у відбудові церкви належать Зеленюку Олександру Івановичу, місцевому жителю (народженому в с. Калюс) і керівнику сільськогосподарського кооперативу «Мрія».

### Історія господарства
Історія с. Рудківці пов'язана із формуванням так званого «калюського ключа маєтків», у якому воно періодично згадується. У половині 16 ст. поселення Калюс належало Гербуртам; у 1597 році Ельжбета Лянцкоронська (по народженню Гербурт) переписала Калюс своєму 2-му чоловікові — Міхалу Станіславському; його нащадкам Калюс належав практично до кінці 17 ст. У 1678 році калюська маєтність була у власності спадкоємців Адама Станіславського, але знаходилася в користуванні Матвія Смарчевського.
Перші документальні свідчення про господарську діяльність рудківчан залишили турки, які у 1681 році провели перепис населення і встановили податки. Загалом на село податок становив 10000 акче (akçe). З них 588 акче — подушна подать на 29 чоловіків (20 голів родин і 9 дорослих холостяків), іншими податками були десятини на пшеницю (600 акче), ячмінь (600 акче), жито (1200 акче), десятина з пасік (2492 акче) тощо.
До 1750 року містечко Калюс з фільварком, села «Орачинці», «Радківці» і «Майдан», що приносили 14964 злотих прибутку, належали одному з найвпливовіших і найзаможніших магнатів Речі Посполитої Яну Тарлу, який їх отримав від познанських єпископів Бартоломея і Яна Тарлів. У зв'язку із розподілом спадщини ця маєтність (88 238 злотих 25 грошів) перейшла Мнішкам (по наймолодшій сестрі Я. Тарла — Констанції), але в 1759 р. половину її відсудив гощинський староста Адам Тарло.
Близько 1775 року Рудківці належали графу Станіславу-Щенсному Потоцькому, генералу артилерії коронної. Про це свідчить історія Вільховецького староства, яке в 1775 році було пожалуване графу [— с. 988], і Калюса, що біля 1775 року також належав Потоцькому [— с. 981]. Між 1775 і 1795 роками Калюс і, найвірогідніше, Рудківці належали землевласникам Дзержку (бригадир Джержко перший в 1783—1784 рр. відправив чотири приватних судна з хлібом по Дністру в Акерман [— с.15]) і вільховецькому старості Мартину Козебродському [— с. 981]. З 1795 року село Рудківці разом із сусідніми селами Куражин і Горячинці та містечком Калюс у складі так званого «Калюського ключа маєтків» належало прикордонному судді Непомуцену Ліпінському, син якого Ян в 1836 р. продав маєток через борги Вікентію Сарнецькому. У його сина — Наполеона Сарнецького — маєток у 1867 році був куплений надвірним радником Ф. Є. Скривало. Останній, наробивши боргів, зник невідомо куди, а маєток надійшов у володіння дворянської опіки. У 1875 році він був придбаний на аукціоні князем В. Д. Дабіжею. У 1888 році маєток належав купцеві Християнові Радунському[— с.567]. На Дністрі було дві поромні переправи. З калюської пристані в Одесу відправляли хліб, вино, ліс, у значній кількості спирт. У 1887 р. Калюс грузив зерна 58300, борошна 640, сливи сушеної 2000 пудів [— с.201].
У 1862 році існувала 1 поромна переправа «нижче с. Ломачинці, навпроти села Рудківці».
У 1885 році в селі було 105 дворових господарств і заїжджий двір. У 1898 р. в описі землеволодінь Подільської губернії відзначено, що містечко Калюс разом із Рудківцями, Горячинцями і Куражиним належало дружині полковника царської армії Алі Шейх-Алі (учасника російсько-терецької війни 1877—1878 р., пізніше генерал-майора) — Ульме Гульшус-Сеїд-Гіреєвні Шейх-Алі (родовитій татарці, внучці володаря Букієвської орди Джангир-хана), що проживала у С.-Петербурзі. Усієї землі в маєтку 3068 д., у тому числі садибної 88 д., орної 1420 д., лісу 880 д., вигонів 480 д., непридатних 200 д. Керуючий маєтком — Юліан Юліанович Рудзкий жив у Калюсі.
У 1913 році великим землевласником, що володів у сс. Рудківці, Требухівці, Куражин, мм. Калюс, Жванчик, Кривчик 6545 дес. землі, був Крупенський Михайло Єгорович.
У 1944—1960 рр. в с. Рудківці функціонував колгосп «Перемога», який очолював Кучерявий Василь Григорович. З 1960 року Рудківці перебували у складі колгоспу ім. Кірова із центральною садибою в с. Вільховець. У 1962 році річний заробіток доярки в колгоспі, що мала 365 пророблених людино-днів і 432 нарахованих трудоднів, становив 238 рублів і додатково в натуральному вигляді — 360 кг пшениці (у розрахунку на один місяць — 19,83 руб. і 30 кг).

### Рудківці у роки Першої світової війни
- Білик Василь Степанович, ратник 57 ополч. робочої роти
- Василашко Тимофій Максимович, рядовий 717-го піхотного Сандомирського полку
- Вознюк Іван Максимович, ст. унтер-офіцер 11-го гренадерського Фанагорійського полку
- Гайдученко Костянтин Федорович, рядовий 148-го піхотного Каспійського полку
- Гнатюк Павло Васильович, рядовий 21-го стрілецького полку
- Гончарук Опанас Васильович, єфрейтор 7-го Фінляндського стрілецького полку
- Бабій Іван Васильович, рядовий 269-го піхотного Новоржевського полку
- Березовський Кирило Якович, рядовий 89-го піхотного Біломорського полку
- Бушовський Іван Трохимович, рядовий 22-го Фінляндського стрілецького полку
- Гушуватий Євген Федорович, рядовий 240-го піхотного Ваврського полку
- Вознюк Олексій Павлович, рядовий 16-го запасного батальйону
- Дегтяр Захарій Андрійович, рядовий 2 Перед. Перев. загонуПортал, присвячений подіям і героям Першої світової війни 1914 - 1918

### Рудківці у роки Другої світової війни
- Білик Онуфрій Архипович, 1920-1939;
- Вашеняк Григорій Несторович, 1919-1940;
- Мазур Петро Степанович, 1917-1939;
- Михайлюк Іван Михайлович, 1920-1939;
- Михайлюк Іван Семенович, 1921-1940.Список солдат облікової картки № 483 (ФНЛ) (безвісти зниклі та такі, місце поховання яких невідоме)

- Березовський Григорій Іванович, ряд., 1903-_.03.1945;
- Білик Карпо Васильович, гв.єфрейтор, 1914-10.10.1944;
- Білик Остап Петрович, ряд., 1914-28.09.1944;
- Білик Савелій Архипович, ряд., 1915-21.07.1941;
- Бурдейний Ілля Петрович, ряд., 1903-25.02.1943;
- Бушовський Антон Васильович, ряд., 1901-08.08.1944 (в УБД "Меморіал" також під прізвищем Бушевский(рос.));
- Бушовський Євген Васильович, гв.ряд., 2.06.1908-12.12.1944;
- Василашко Савелій Матвійович, ст. серж., 1913- 12.07.1945;
- Вашеняк Данило Миколайович, ряд., 1896- 06.08.1944;
- Вашеняк Григорій Максимович, ряд., 1902-_12.1944;
- Вашеняк Іван Нестерович, ряд., 1912-19.06.1944;
- Вашеняк Пантелій Олексійович, ряд., _- між 06.07.1942-01.08.1942;
- Вознюк Іван Павлович, ряд., 1911—1941 (зник безвісти);
- Вознюк Іван Федорович. гв.серж., 1921- 23.12.1944;
- Вознюк Макар Леонтійович, ряд., 1912-02.09.1944;
- Вознюк Микита Петрович, ряд., 1909-зник безвісти 07.10.1941 (в УБД «Меморіал» під прізвищем Рознюк);
- Вознюк Никифор Макарович, серж., 1900- 31.07.1944;
- Вознюк Олексій Іванович, ряд., 1912-1.10.1944;
- Гайдученко Афанасій Григорович, ряд., 1903-23.08.1944 (в УБД «Меморіал» також під іменем Аванжий(рос.));
- Гайдученко Йосип Олексійович, серж., 1907-31.08.1943;
- Галаш Петро Йосипович, ряд., 1913-_.07.1944 (зник безвісти). В УБД «Меморіал» по-батькови Юсимович(рос.). Від нього є непрочитаний лист 1941-го;
- Гонтар Іван Андрійович ?
- Гонтар Іван Андрійович, мл. серж., 1902-16.04.1945 (в УБД «Меморіал» — Гонтарь(рос.), дружина Пелагія Тарасівна, с. «Руковцы»);
- Гонтар Іван Семенович, ряд., 1902-16.07.1944;
- Гонтар Іван Степанович, ряд., _-11.06.1944 (в УБД «Меморіал» під прізвищем Бонтарь);
- Гончарук Олексій Володимирович, серж, 1919- між 20.07.1944 і 31.07.1944;
- Гончарук Степан Онуфрійович, ряд.,1912- 19.08.1944;
- Горобчук Іван Дорохтейович, ряд., 1916-_.08.1944;
- Горобчук Іван Опанасович, ряд. 1914—1941 (зник безвісти);
- Горобчук Павло Констянтинович, ряд., 1910-14.05.1944;
- Гушуватий Назар Андрійович, ряд., 1909-18.07.1944 (в УБД «Меморіал» під прізвищем Гужеватый(рос.));
- Дехтяр Василь Якович, ряд., 1920-16.08.1944;
- Килимник Іван Арсентійович, ряд., 1924- 23.07.1944;
- Килимник Трохим Арсентійович, ряд., 1916-_.06.1944;
- Климко Петро Іванович, ряд., 1920—1941 (зник безвісти);
- Климко Семен Якович, ряд., 1907-12.10.1944;
- Климко Степан Григорович, ряд., 1920-_.08.1944;
- Климко Тарас Андрійович, політрук роти, 1906-_.09.1941;
- Коваль Лук'ян Степанович, ряд.,1900- 13.05.1944;
- Ковальчук Григорій Степанович, лейт.мед.служби, 1914-06.02.1945;
- Кулик Макар Тимофійович, мл.лейт., 1914-_.06.1944;
- Кулик Микита Сидорович, ряд., 1918- 30.08.1944;
- Кулик Федір Ілліч, гв.ряд., 1915-25.07.1944;
- Кучерявий Іван Федорович, ряд., 1921-_.08.1944;
- Ломачинський Василь Михайлович, ряд., 1906- 04.10.1944;
- Ломачинський Дмитро Михайлович, ряд., 1911-_.08.1944;
- Ломачинський Єфим Васильович, гв.ряд., 1907-01.10.1944;
- Ломачинський Іван Йосипович, ряд., 1899-_.07.1944;
- Ломачинський Іван Михайлович, ряд.,1912- 07.04.1944;
- Ломачинський Микола Іванович, ряд., 1920-_.08.1944;
- Ломачинський Михайло Михайлович, ряд, 1915-21.07.1941;
- Ломачинський Федосій Федорович, ряд., 1919—1941 (зник безвісти);
- Мазур Михайло Іванович; ?
- Мазур Євтих Леонтійович, ряд., 1909-_.06.1944;
- Мазур Микола Андрійович, ряд., 8.05.1910- 16.07.1944
- Мазур Нестор Леонтійович, ряд., 1905-_.11.1944;
- Миронюк Іван Сидорович, ряд., 1922-05.05.1944;
- Миронюк Степан Мойсейович, ряд., 1920-_.08.1944;
- Михайлюк Артем Михайлович, ряд., 17.10.1914-_08.1944 (зник безвісти);
- Михайлюк Афанасій Іванович, ряд., 1912-_.06.1944 (за письмовим свідченням товариша загинув 03.1943);
- Михайлюк Іван Тимофійович, ряд., 1921- 12.04.1942;
- Московчук Євстафій Іванович, старшина, 1907—1941 (зник безвісти);
- Московчук Євтій Іванович, ряд., 1912 — зник безвісти 10.05.1944;
- Московчук Захар Васильович, ряд., 1907-_.07.1941;
- Московчук Іван Павлович, ст.лейт., командир роти, 1917- 21.02.1944;
- Нагорняк Григорій Григорович, ст.серж., _-09.05.1944;
- Паршенко Василь Васильович, ряд., 1916-19.08.1942;
- Паршенко Іван Ілліч, ряд., 1923-_.02.1945;
- Паршенко Михайло Іванович, ряд., 1907- 18.09.1944;
- Паршенко Панас Михайлович, ряд., 1913-_.08.1944;
- Паршенко Петро Григорович, ряд., 1904- 06.06.1944;
- Паршенко Яків Васильович, серж., 1915-20.03.1942;
- Печенюк Терентій Петрович, ряд. 1908- 11.06.1944 (в УБД «Меморіал» також під прізвищем Печетюк);
- Пилипчук Захар Іванович, ряд., 1919-_.08.1941;
- Пилипчук Іван Андрійович, ряд., 1896- 08.07.1944;
- Продун Євген Маркович; ?
- Продун Олексій Михайлович, ряд., зник безвісти між 12.08.1941 і 05.09.1941;
- Продун Петро Маркович, серж., 1903- 28.08.1944;
- Прохніцький Іван Васильович; ?
- Прохніцький Макар Омелянович, ряд., 1917-28.05.1942;
- Прохніцький Павло Якович, ряд., 1903-_.12.1944;
- Прохніцький Федір Михайлович, ряд., 16.04.1909- 11.06.1944;
- Прохніцький Яків Омелянович, ряд, 1919-_.08.1944 (в УБД «Меморіал» під прізвищем Прохицкий(рос.));
- Рудь Герасим Якимович, ряд., 1895-29.07.1944;
- Рудь Іван Васильвич, ряд., 1911-між 08.05.1942 і 05.06.1942;
- Рудь Степан Васильович, ряд., 1914-_.08.1944;
- Рудь Федір Васильович, ряд., 1919-_.08.1944;
- Стрілецький Зіновій Іванович;?
- Стрілецький Осип Іванович, м.серж., 1925-10.09.1944;
- Твердохліб Микола Васильович, ряд.; ?
- Твердохліб Микола Максимович, ряд., 1908-18.08.1944;
- Ткачук Василь Іванович, ряд., 4.08.1910- 16.03.1945;
- Ткачук Іван Микитович; ?
- Феодосієв Василь Іванович, ряд. (родом з с. Куражин), 1917-05.10.1944 (зник безвісти).Узагальнений банк даних Меморіал

- Бушовський Кирило Іванович, 1915 р.н. В полоні з 27.08.1941 по 9.05.1945 (Курляндія)
- Галаш Дем'ян Йосипович, ряд., 1904 р.н. В полоні 1 рік з 1944 р. Після звільнення з 24.04.1945 р. в штрафній роті (в УБД "Меморіал" під прізвищем Алаш);
- Гайдученко Мефодій Леонтійович, ряд., 1908 р.н., в полоні з 1941 (табір на території Словенії), звільнений.
- Гонца Ларіон Павлович, ряд., 1907р.н., в полоні з 23.07.1941, табір 2 Хомород (в УБД "Меморіал" під прізвищем Ханца);
- Горобчук Михайло Дорофійович, ряд., 1911 р.н., в полоні (звільнений) 31.09.1941 р.
- Килимник Прокіп Арсентійович, ряд., 16.09.1920-11.07.1942; загинув у полоні; шталаг IV H (304)
- Ломачинський Іван Кирилович, ряд., 1918 р.н. В полоні з 06.07.1941 по 19.04.1945;
- Мазур Євген Семенович, ряд., 1907 р.н., в полоні (звільнений) 1941 р. (в УБД "Меморіал" під прізвищем Мадзур)
- Михалюк Степан Євгенович, 1910 р.н., в полоні (звільнений) 1941 р.
- Прохніцький Андрій, 1921; шталаг IV B (в УБД "Меморіал" під прізвищем Прохицкий)Узагальнений банк даних Меморіал

- Бойчук Григорій Іванович, 1926,  гв. рядовий. Медаль «За відвагу»
- Бурдейний Василь Тарасович, 1902, червоноармієць.  Орден Слави II ступеня, Орден Слави III ступеня
- Бурдейний Семен Тарасович, 1916, мл. серж. Орден Слави III ступеня
- Бушовський Євтихій Іванович,1921, єфрейтор. Медаль «За відвагу»
- Бушовський Іван Васильович, 1917,  мл. серж. Медаль «За відвагу»
- Бушовський Ілля Васильович,1910, капітан. Орден Червоної Зірки
- Вашеняк Степан Данилович 1923  ст. серж. Медаль «За відвагу»
- Вознюк Михайло Олександрович, 1924,  старшина. Медаль «За відвагу», Орден Червоної Зірки, Орден Вітчизняної війни II ступеня
- Вознюк Никифор Макарович,1900, ряд. Медаль «За відвагу»
- Гайдученко Максим Леонтійович,1908,  серж. Медаль «За бойові заслуги»
- Гайдученко Яків Григорович,1917, ефрейтор. Медаль «За відвагу»
- Гончарук Петро Арсентійович,1923, ст. лейт. Дві медалі «За відвагу»
- Гонтар Іван Микитович,1926, червоноармієць. Медаль «За бойові заслуги»
- Гушуватий Савелій Сергійович, 1914, серж. Медаль «За бойові заслуги»
- Килимник Іван Карпович,1923, ряд. Медаль «За відвагу»
- Козловський Микола Максимович,1903, ряд. Медаль «За бойові заслуги»
- Корчовий Іван Григорович,1919, сержант. Медаль «За бойові заслуги»
- Кулик Федір Тимофійович,1908, капитан. Орден Червоної Зірки
- Кучерявий Василь Григорович,1916,  старшина 2 статті. Медаль «За відвагу», Орден Червоної Зірки
- Кучерявий Василь Федорович,1915, гв. єфрейтор. Орден Слави III ступеня
- Макаров Ісак Харитонович,1886, гв. майор. Медаль «За бойові заслуги»
- Мазуренко Іван Максимович,1925, ряд. Медаль «За бойові заслуги»
- Мазуренко Максим Григорович,1897, ряд. Медаль «За бойові заслуги»
- Миронюк Іван Олексійович,1922, мл. лейт. Орден Червоної Зірки
- Прохніцький Афанасій Іванович,1905,  політрук. Медаль «За бойові заслуги»
- Прохніцький Євген Іванович,1904,  червоноармієць. Орден Червоної Зірки
- Прохніцький Петро Іванович,1915, гв. капітан. Орден Вітчизняної війни I ступеня
- Продун Петро Маркович,1903,  гв. ряд. Медаль «За відвагу»
- Поштирян Степан Іванович,1920, єфрейтор. Орден Червоної Зірки, Медаль «За відвагу»
- Рудь Іван Михайлович, 1923, капітан медслужби. Медаль «За бойові заслуги», два Ордени Червоної Зірки, Орден Вітчизняної війни II ступеня
- Рудь Никифор Васильович, 1903, мл. серж. Медаль «За відвагу»
- Твердохліб Микола Максимович,1908, ряд. Медаль «За відвагу»

Нагороджені на честь 40-річчя Перемоги:
- Білик Василь Матвійович, 1917 Орден Вітчизняної війни II ступеня.
- Бушовський Іван Максимович, 2012 Орден Вітчизняної війни II ступеня.
- Бушовський Микита Васильович, 2012 Орден Вітчизняної війни II ступеня.
- Вознюк Василь Іванович,1925      Орден Вітчизняної війни II ступеня.
- Вознюк Михайло Олександрович, 1924      Орден Вітчизняної війни I ступеня.
- Гайдученко Єфим Леонтійович, 1904      Орден Вітчизняної війни I ступеня.
- Гайдученко Максим Леонтійович, 1908      Орден Вітчизняної війни II ступеня.
- Гайдученко Нестор Михайлович, 1907      Орден Вітчизняної війни I ступеня.
- Гайдученко Яків Григорович, 1917      Орден Вітчизняної війни II ступеня.
- Галаш Дем’ян Йосифович, 1904      Орден Вітчизняної війни II ступеня.
- Гапченко Іван Іванович,1908      Орден Вітчизняної війни II ступеня.
- Гончарук Олександр Максимович, 1901      Орден Вітчизняної війни II ступеня.
- Гончарук Іван Арсентійович,1920      Орден Вітчизняної війни I ступеня.
- Гончарук Петр Арсентійович,1923      Орден Вітчизняної війни I ступеня.
- Гончарук Яків Степанович,1917      Орден Вітчизняної війни II ступеня.
- Дурачев Борис Костянтинович, 1915   Орден Вітчизняної війни II ступеня.
- Захаров Борис Кирилович, 1922 Орден Вітчизняної війни II ступеня.
- Зеленюк Іван Євстахійович,1921 Орден Вітчизняної війни II ступеня.
- Зелінський Григорій Корнійович, 1910 Орден Вітчизняної війни II ступеня.
- Коломієць Дмитро Терентійович, 1925 Орден Вітчизняної війни II ступеня.
- Кулик Михайло Степанович, 1902 Орден Вітчизняної війни I ступеня.
- Кулик Федір Ілліч, 1915  Орден Вітчизняної війни II ступеня.
- Ломачинський Євтихій Михайлович,1910 Орден Вітчизняної війни II ступеня.
- Ломачинський Макарій Михайлович, 1909 Орден Вітчизняної війни II ступеня.
- Ломачинський Федір Кирилович, 1913 Орден Вітчизняної війни II ступеня.
- Мазур Петро Андрійович, 1914   Орден Вітчизняної війни II ступеня.
- Мазур Прокопій Остапович, 1906   Орден Вітчизняної війни II ступеня.
- Миронюк Яків Євгенович, 1921 Орден Вітчизняної війни I ступеня.
- Михайлюк Василь Степанович, 1918 Орден Вітчизняної війни II ступеня.
- Московчук Микола Мойсейович,1923      Орден Вітчизняної війни II ступеня.
- Московчук Павло Іванович, 1902      Орден Вітчизняної війни I ступеня.
- Нагорняк Марко Васильович, 1907   Орден Вітчизняної війни II ступеня.
- Нагорняк Михайло Григорович,1921      Орден Вітчизняної війни II ступеня.
- Нагорняк Михайло Ємельянович,1925      Орден Вітчизняної війни II ступеня.
- Паршенко Андрей Михайлович,1916      Орден Вітчизняної війни II ступеня.
- Паршенко Василь Михайлович,1923      Орден Вітчизняної війни I ступеня.
- Паршенко Григорій Іванович,1909      Орден Вітчизняної війни II ступеня.
- Паштерян  Леонтій Іванович,1914      Орден Вітчизняної війни II ступеня.
- Печенюк Ульян Феофанович, 1906 Орден Вітчизняної війни I ступеня.
- Ткачук Михайло Іванович, 1924 Орден Вітчизняної війни II ступеня.
- Черкевський Никанор Васильович, 1910 Орден Вітчизняної війни I ступеня.Електронний банк документів «Подвиг народу у Великій Вітчизняній Війні 1941-1945 рр.

- Гайдученко Андрій Опанасович, 1926 р.н.;
- Вашеняк Ганна Дмитрівна, 1925 р.н;
- Вознюк Микола Олександрович, 1923 р.н.;
- Кулик Степан Григорович, 1919 р.н (записаний як Куник);
- Рудь Сергій Герасимович, 1926 р.н.
- Березовська ??Книга скорботи України, Хмельницька область

### Російсько-українська війна (з 2014)
Лазоренко Олександр Миколайович, солдат, 17.06.1995-7.01.2023 ; загинув біля села Терни Краматорського району Донецької області 
Паршенко Костянтин Сергійович, солдат, 24.11.1992-28.04.2018; загинув в районі смт Новоайдар, Луганської області
Прохніцький Олександр Анатолійович, волонтер, доброволець, солдат ЗСУ, 2.12.1986-1.10.2022 , , . Загинув під час Херсонського контрнаступу в районі сіл Хрещенівка — Шевченківка.

### Репресії та голод 1932—1934 і 1946—1947рр.

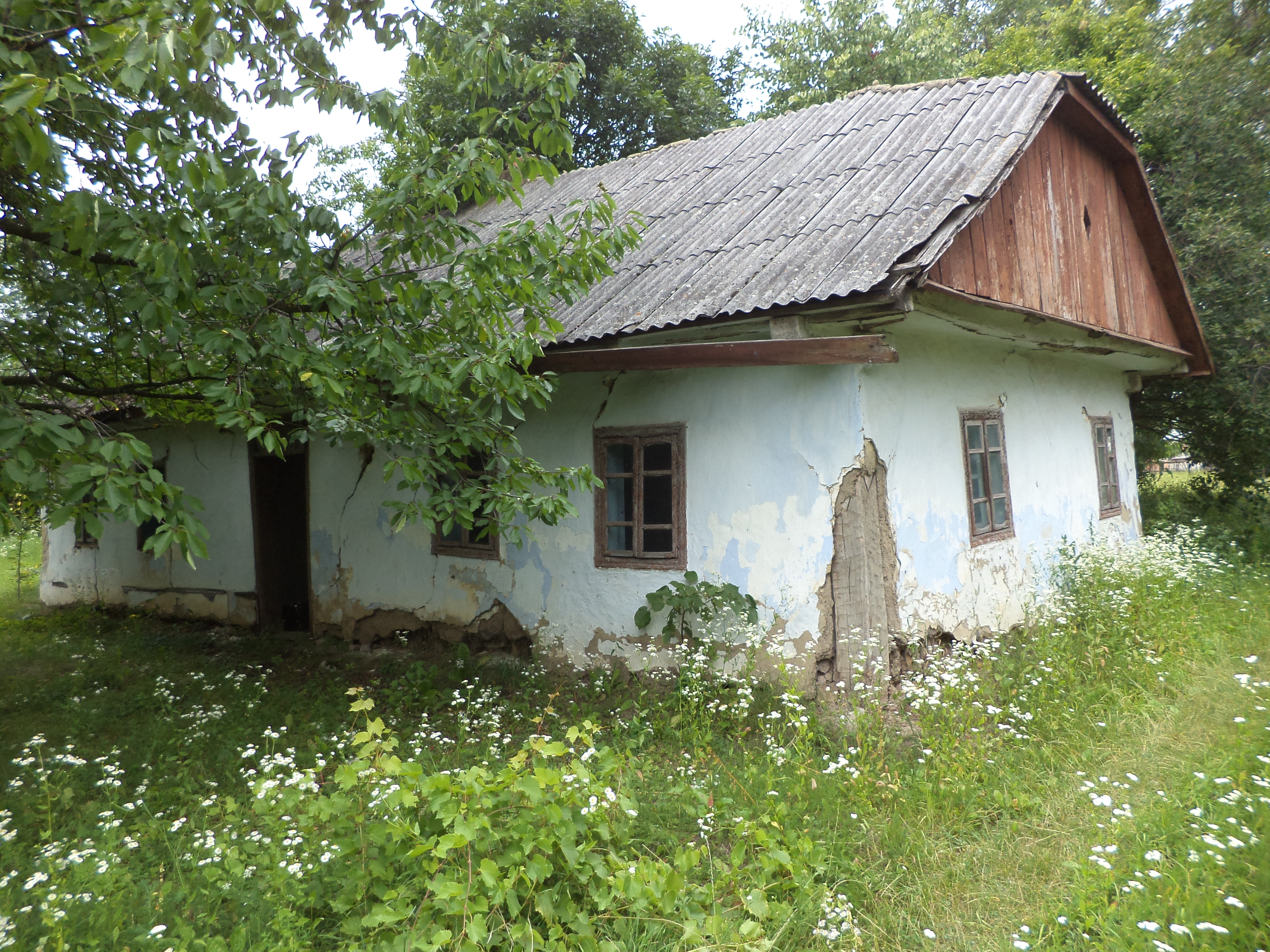
Колишня хата репресованого селянина, що до 1971 р. використовувалася під школу

Голодний мор і безпідставні репресії не оминули Рудківці. Офіційні дані скупі, але в опублікованому листі очевидця є свідчення, що у 1933 році із 1460 мешканців села померло з голоду 338 рудківчан.
За офіційними джерелами репресовано 45 рудківчан, з них 8 у 1937—1938 рр. розстріляно за надуманими звинуваченнями у шпигунстві. Разом із батьками були вислані в Томську область і Карелію 5 дітей віком від 3-х до 16 років.
Про голодування населення у 1933 році із опуханням, смертю, дітовбивством в придністровських селах, у тому числі Рудківцях, свідчать довідки інформаційного сектора Вінницького обкому КП(б)У (— с. 344—345); окремо повідомлялося про відсутність реакції районної влади на жалоби жителів Рудковець з приводу неподобств місцевої влади — незаконних арештів, штрафів, самосуду (— с. 372).
У 1934 році в «Ново-Ушицькому» районі було враховано 569 сімей, що зовсім не мали продовольства; Рудківці разом із Горячинцями, Калюсом, Вільхівцями і Глембівкою відзначені як найбільш неблагополучні (— с. 287). За іншими даними в цих селах до 30 % населення абсолютно не мали продуктів харчування; в Горячинцях від голоду 30 родин попухли, 200 чол. хворіли, в Куражині опухли 33 родини.
Не менш трагічними були 1946—1947 рр. В одній із доповідних записок повідомлялося, що «в Ново-Ушицькому районі 10917 чол. не мали ніяких продуктів харчування, 553 знаходилися в стані гострої дистрофії, а 20 чол. померли. Тільки в одному селі Ольховець 970 чол. знаходились у надзвичайно тяжкому продовольчому стані, з них 120 чол. в стані гострої дистрофії, а 5 чол. померло».
В опублікованих Олексою Воропаєм листах та розповідях є повідомлення очевидців про події у с. Рудківці.
| | \| «В 1930-му році, у вересні місяці, було повстання в селі Рудківцях на Поділлі. Селяни повстали, протестуючи проти колгоспів. Коли приїхали землеміри нарізати землю для колгоспу, селяни їх вигнали. Через два дні землеміри приїхали в село з поліцією, але й поліцію вигнали селяни. Через три дні з Вінниці, у повному бойовому виряді, прибув загін енке-ведистів. Озброєні «до зубів» — «герої» обступили село і примусили його здатися. Коли увірвалися в село, то відібрали 28 осіб найактивніших селян. Двоє з них — Гайдученка Івана і Прохницького Остапа розстріляли тут же на місці, без суда, а інших вивезли і доля їх не відома». «…В нашому селі з 1460 осіб мешканців, весною 1933 року померло з голоду 338 — переважно чоловіки. Вислано на Сибір у 1930-му році 12 родин» (з листа С. К-ко). «...Був у нашому селі такий Поштир'ян Карпо. До революції був середняк. Разом із своїм батьком активно виступав на боці совєтської влади. Був противником гетьмана та Петлюри. Збагатів за рахунок революції, бо одержав три гектари з поміщицької та церковної землі. В 1929-му році покінчив самогубством, бо не міг виконати державного податку та хлібоздачі… Ткачук Михайло покінчив самогубством у 1931-му році. В часи революції був за большевиків, а потім був суджений за активну участь у повстанні, яке було в нашому селі проти колективізації. Мосюк Опанас, Продун Іван, Продун Юхим, Нагорняк Григорій, Гнатюк Григір, Кулик Кирило, Московчук Яким — вислані з родинами на Мурманськ у 1932-му році. Всі були перші совєтські активісти до колективізації: грабували майно поміщицьке, церковне та державне. А як прийшлось, то до колгоспу йти не схотіли — їх усіх розкуркулили і вислали. Всі погинули на Мурмані… Ткач Петро, Семенюк В., Гандзюк Арсен — бувші червоні партизани з дивізії Котовського. Всі вони з Бессарабії, залишились жити в моєму селі. Не було як вертатись, бо ж усі вони брали участь у повстанні проти Румунії. Всі вони йшли проти колективізації і загинули, як «вороги народу», від руки большевиків…» (Ф-р Г-ч, уривок з листа)[50]. \| |
| «В 1930-му році, у вересні місяці, було повстання в селі Рудківцях на Поділлі. Селяни повстали, протестуючи проти колгоспів. Коли приїхали землеміри нарізати землю для колгоспу, селяни їх вигнали. Через два дні землеміри приїхали в село з поліцією, але й поліцію вигнали селяни. Через три дні з Вінниці, у повному бойовому виряді, прибув загін енке-ведистів. Озброєні «до зубів» — «герої» обступили село і примусили його здатися. Коли увірвалися в село, то відібрали 28 осіб найактивніших селян. Двоє з них — Гайдученка Івана і Прохницького Остапа розстріляли тут же на місці, без суда, а інших вивезли і доля їх не відома». «…В нашому селі з 1460 осіб мешканців, весною 1933 року померло з голоду 338 — переважно чоловіки. Вислано на Сибір у 1930-му році 12 родин» (з листа С. К-ко). «...Був у нашому селі такий Поштир'ян Карпо. До революції був середняк. Разом із своїм батьком активно виступав на боці совєтської влади. Був противником гетьмана та Петлюри. Збагатів за рахунок революції, бо одержав три гектари з поміщицької та церковної землі. В 1929-му році покінчив самогубством, бо не міг виконати державного податку та хлібоздачі… Ткачук Михайло покінчив самогубством у 1931-му році. В часи революції був за большевиків, а потім був суджений за активну участь у повстанні, яке було в нашому селі проти колективізації. Мосюк Опанас, Продун Іван, Продун Юхим, Нагорняк Григорій, Гнатюк Григір, Кулик Кирило, Московчук Яким — вислані з родинами на Мурманськ у 1932-му році. Всі були перші совєтські активісти до колективізації: грабували майно поміщицьке, церковне та державне. А як прийшлось, то до колгоспу йти не схотіли — їх усіх розкуркулили і вислали. Всі погинули на Мурмані… Ткач Петро, Семенюк В., Гандзюк Арсен — бувші червоні партизани з дивізії Котовського. Всі вони з Бессарабії, залишились жити в моєму селі. Не було як вертатись, бо ж усі вони брали участь у повстанні проти Румунії. Всі вони йшли проти колективізації і загинули, як «вороги народу», від руки большевиків…» (Ф-р Г-ч, уривок з листа). | |

Про виступ рудківчан проти колективізації свідчить таємна доповідна записка Інформаційного відділу ОДПУ від 25.11.1930 р., у якій зазначено, що «у с. Рутківці Ново-Сталінського району колишньої Проскурівської окр. натовп жінок в 100 чол. не давав землевпорядній партії провести розпочату роботу із землеустрою. Наступного дня натовпом були побиті 5 бригадирів і сільські активісти, причому з натовпу було дано два постріли». Роберт Конквест також описав трагічний виступ рудковецьких селян у вересні 1930 року, який закінчився розстрілом двох учасників і депортацією 26 осіб.
| | \| - Білик Микола Михайлович, 1907 р., с. Рудківці, українець, малописьменний, колгоспник. Заарештований 16.04.46. Звинувачення: зрада Батьківщини. Військтрибуналом військ МДБ 06.07.46 засуджений на 10 років позбавлення волі у ВТТ з пораженням прав на 5 років. Звільнений 14.11.55. Реабілітований прокуратурою Хмельницької обл. 18.11.91. (П — 27099, архів УСБУ). - Бурдейна Пелагея Гаврилівна, 1882 р., с. Жабинці, українка, неписьменна. Проживала у с. Рудківці, домогосподарка. Заарештована 20.07.37. Звинувачення: шпигунство. НКВС і Прокурором СРСР 14.10.37 засуджена до розстрілу. Вирок виконаний 15.11.37. Реабілітована військпрокуратурою Прикарпатського ВО 30.12.89. (П — 24759, архів УСБУ). - Бурдейний Іван Іванович, 1878 р., с. Рудківці, українець, неписьменний, селянин-одноосібник. Заарештований 09.06.37. Звинувачення: сприяння переходу через держкордон, шпигунство. НКВС і Прокурором СРСР 14.10.37 засуджений до розстрілу. Вирок виконаний 21.10.37. Реабілітований військпрокуратурою Прикарпатського ВО 30.12.89. (П — 24759, архів УСБУ). - Бурдельна Єлизавета Іларіонівна, 1908 р., с. Рудківці, українка, малописьменна, колгоспниця. За ухилення від суспільно корисної праці в колгоспі 28.08.48 вислана на 8 років в Кемеровську обл. Звільнена із спецпоселення 17.08.53. Реабілітована згідно з Законом України від 17.04.91. (П — 831, архів УМВС). - Бушовський Василь Іванович, 1912 р., с. Рудківці, українець, малописьменний, їздовий колгоспу. Заарештований 16.04.46. Звинувачення: антирадянська агітація. Кам’янець-Подільським облсудом 30.11.46 засуджений на 4 роки позбавлення волі у ВТТ з конфіскацією майна. Реабілітований прокуратурою Хмельницької обл. 05.04.95. (П — 29277, архів УСБУ). - Вашеняк Іван Фокович, 1901 р., с. Рудківці, українець, малописьменний, колгоспник. Заарештований 23.08.37. Звинувачення: шпигунство. НКВС і Прокурором СРСР 12.11.37 засуджений на 10 років позбавлення волі у ВТТ. Реабілітований військпрокуратурою Прикарпатського ВО 30.12.89. (П — 25250, архів УСБУ). - Вознюк Мотрона Терентіївна, 1906 р., с. Рудківці, українка, неписьменна, колгоспниця. Заарештована 21.10.37. Звинувачення: зрада Батьківщини. Трійкою УНКВС Кам’янець-Подільської обл. 19.11.37 засуджена на 8 років позбавлення волі у ВТТ. Реабілітована прокуратурою Хмельницької обл. 15.08.89. (П — 19706, ДАХмО). - Гайдученко Іван Кирилович, 1890 р., с. Рудківці, українець, малописьменний, селянин-одноосібник. Заарештований 13.05.33. Звинувачення: шпигунство. Кам’янець-Подільським прикордонним загоном ДПУ 10.06.33 справу припинено, з-під варти звільнений. Реабілітований прокуратурою Хмельницької обл. 31.07.98. (П — 2515, архів УСБУ). - Гайдученко Тимофій Степанович, 1909 р., с. Рудківці, українець, малописьменний, колгоспник. Заарештований 29.01.38. Звинувачення: шпигунство. Трійкою УНКВС Кам’янець-Подільської обл. 29.09.38 засуджений до розстрілу. Вирок виконаний. Реабілітований військпрокуратурою Прикарпатського ВО 30.05.89. (П — 23423, архів УСБУ). - Гайдученко Хома Семенович, 1892 р., с. Рудківці, українець, освіта початкова, рахівник колгоспу. Заарештований 16.02.38. Звинувачення: контрреволюційна діяльність. Трійкою УНКВС Кам’янець-Подільської обл. 05.05.38 засуджений до розстрілу. Вирок виконаний. Реабілітований прокуратурою Хмельницької обл. 09.12.89. (П — 24063, архів УСБУ). - Гандзюк Арсеній Петрович, 1889 р., с. Ломачинці Чернівецької обл., українець, малописьменний. Проживав у с. Рудківці, колгоспник. Заарештований 27.11.37. Звинувачення: шпигунство. Особливою нарадою НКВС СРСР 11.02.38 засуджений на 10 років позбавлення волі у ВТТ. Реабілітований військпрокуратурою Прикарпатського ВО 30.12.89. (П — 25237, архів УСБУ). - Гончарук Агафія М., с. Рудківці, українка, малописьменна, домогосподарка. У 1941 р. як соціально небезпечний елемент вислана в Томську обл. Реабілітована згідно з Законом України від 17.04.91. (П — 5066, архів УМВС). - Гончарук Антон Іванович, 1893 р., с. Рудківці, українець, малописьменний, колгоспник. Заарештований у 1934 р. Звинувачення: незаконне зберігання зброї. Особливою нарадою НКВС СРСР 04.07.35 засуджений на 3 роки позбавлення волі у ВТТ. Реабілітований президією Хмельницького облсуду 04.11.67. (П — 16256, архів УСБУ). - Гончарук Арехт (Арефій) Васильович, 1898 р., с. Рудківці, українець, малописьменний, селянин-одноосібник. Заарештований 24.03.33. Звинувачення: шпигунство, антирадянська агітація. Особливою нарадою колегії ДПУ УРСР 28.04.33 висланий на 3 роки у Північний край. Реабілітований прокуратурою Хмельницької обл. 13.12.89. (П — 23724, архів УСБУ). - Гончарук Арсеній Тарасович, 1892 р., с. Рудківці, українець, малописьменний, селянин-одноосібник. Заарештований 23.05.34. Звинувачення: нелегальний перехід кордону. Трійкою колегії ДПУ УРСР 31.05.34 висланий на 3 роки у Північний край. Реабілітований прокуратурою Хмельницької обл. 02.04.98. (П — 6781, ДАХмО). - Гончарук Афанасій Васильович, 1894 р., с. Рудківці, українець, малописьменний, селянин-одноосібник. У 1941 р. як соціально небезпечний елемент висланий у Томську обл. Реабілітований згідно з Законом України від 17.04.91. (П — 5066, архів УМВС). - Гончарук Василь Володимирович, 1897 р.н., с. Рудківці Новоушицького р-ну Кам’янець-Подільської обл., українець, неписьменний. Останнє місце проживання: Луганська обл. смт. Успенка Лутугинського р-ну. Прибиральник породи шахти «Білянка». Луганським обласним судом 26 червня 1941 р. засуджений до 7 р. позбавлення волі. Реабілітований у 1992 р.[53] - Гончарук Ганна Афанасіївна, 1894 р., с. Рудківці, українка, неписьменна, домогосподарка. Заарештована 23.05.34. Звинувачення: нелегальний перехід кордону. Трійкою колегії ДПУ УРСР 31.05.34 вислана на 3 роки у Північний край. Реабілітована прокуратурою Хмельницької обл. 02.04.38. (П — 6781, ДАХмО). - Гончарук Євтихій Максимович, 1904 р., с. Рудківці, українець, малописьменний, колгоспник. Заарештований 16.04.46. Звинува-ення: зрада Батьківщини. Військтрибуналом військ НКДБ Кам’янець-Подільської обл. 29.05.46 засуджений на 10 років позбавлення волі у ВТТ з пораженням прав на 3 роки. Помер в концтаборі 02.08.49. Реабілітований прокуратурою Хмельницької обл. 26.02.92. (П — 27638, архів УСБУ). - Гончарук Іван Афанасійович, 1925 р., с. Рудківці, українець, освіта семирічна, утриманець. У 1941 р. висланий разом із сім’єю в Томську обл. Звільнений із спецпоселення 27.05.57. Реабілітований згідно з Законом України від 17.04.91. (П — 5066, архів УМВС). - Гончарук Олексій Афанасійович, 1930 р., с. Рудківці, українець, утриманець. У 1941 р. висланий разом із сім'єю в Томську обл. Звільнений із спецпоселення 27.05.57. Реабілітований згідно з Законом України від 17.04.91. (П — 5066, архів УМВС). - Гончарук Павло Іванович, 1899 р., с. Рудківці, українець, освіта початкова, столяр колгоспу. Заарештований 20.12.37. Звинувачення: антирадянська агітація. Особливою нарадою НКВС СРСР 16.02.38 засуджений на 10 років позбавлення волі у ВТТ. Реабілітований прокуратурою Хмельницької обл. 10.05.89. (П — 17646, ДАХмО). - Дейбук Павло Іванович, 1904 р., с. Рудківці, українець, малописьменний, тесля. Заарештований 28.06.33. Звинувачення: нелегальний перехід кордону. Особливою нарадою колегії ДПУ УРСР 22.07.33 позбавлений права проживання на 3 роки у 12 визначених місцевостях. Реабілітований прокуратурою Хмельницької обл. 30.03.98. (П — 67124, архів УСБУ). - Кулик (Прохницька) Марія Захарівна, 1886 р., с. Рудківці, українка, неписьменна, колгоспниця. Заарештована 23.08.37. Звинувачення: шпигунство. НКВС і Прокурором СРСР 12.11.37 засуджена на 10 років позбавлення волі у ВТТ. Реабілітована військпрокуратурою Прикарпатського ВО 30.12.89. (П — 25250, архів УСБУ). - Ломачинський Ілля Никифорович, 1897 р., с. Рудківці, українець, малописьменний, селянин-одноосібник. Заарештований 24.03.33. Звинувачення: шпигунство, антирадянська агітація. Особливою нарадою колегії ДПУ УРСР 28.04.33 висланий на 3 роки у Північний край. Реабілітований прокуратурою Хмельницької обл. 13.12.89. (П — 23724, ДАХмО). - Ломачинський Касян Никифорович, 1904 р., с. Рудківці, українець, малописьменний, колгоспник. Заарештований 23.08.37. Звинувачення: шпигунство. НКВС і Прокурором СРСР 12.11.37 засуджений на 10 років позбавлення волі у ВТТ. Реабілітований військпрокуратурою Прикарпатського ВО 30.12.89. (П — 25250, ДАХмО). - Ломачинський Пилип Никифорович, 1899 р., с. Рудківці, українець, малописьменний, колгоспник. Заарештований 23.08.37. Звинувачення: шпигунство. НКВС і Прокурором СРСР 12.11.37 засуджений до розстрілу. Вирок виконаний 15.11.37. Реабілітований військпрокуратурою Прикарпатського ВО 30.12.89. (П — 25250, ДАХмО). - Ломачинський Сергій Михайлович, 1902 р., с. Рудківці, українець, освіта початкова, колгоспник. Заарештований 30.09.37. Звинувачення: антирадянська агітація. Трійкою УНКВС Кам’янець-Подільської обл. 28.11.37 справу припинено, з-під варти звільнений. Реабілітований прокуратурою Хмельницької обл. 07.06.98. (П — 2288, ДАХмО). - Михайлюк Іван Федорович, 1924 р., с. Рудківці, українець, освіта неповна середня, колгоспник. Заарештований 16.04.46. Звинувачення: співпраця з адміністрацією табору військовополонених. Військпрокуратурою військ МДБ Кам’янець-Подільської обл. 02.08.46 справу припинено, з-під варти звільнений. Реабілітований прокуратурою Хмельницької обл. 24.04.98. (П — 4328, ДАХмО). - Мойсюк Опанас Макарович, 1893 р.н., с. Рудківці Новоушицького р-ну Хмельницької обл., прож. смт. Вендичани Могилів-Подільського р-ну, українець, із селян, письменний, робітник цегельного заводу, одруж., 4 дітей. Арешт. 24.09.1937 р. Звинувач. за ст. 54-1 «а», 10 КК УРСР. За рішенням Нарк. ВС і Прокур. СРСР від 01.12.1937 р. ув’язн. на 10 р. ВТТ. Реабіл. 27.08.1959 р.[54] - Московчук Антон Іванович, 1904 р., с. Рудківці, українець, малописьменний, колгоспник. Заарештований 20.06.38. Звинувачення: шпигунство. Трійкою УНКВС Кам’янець-Подільської обл. 24.09.38 засуджений до розстрілу. Вирок виконаний. Реабілітований військтрибуналом Прикарпатського ВО 17.04.64. (П — 15403, ДАХмО). - Московчук Ганна Якимівна, 1919 р., с. Рудківці, українка, утриманка. У 1934 р. вислана разом з батьками в Карелію. Реабілітована згідно з Законом України від 17.04.91. (Ріш. райкомісії від 21.02.96). - Московчук Ксенія Якимівна, 1931 р., с. Рудківці, українка, утриманка. У 1934 р. вислана разом з батьками в Карелію. Реабілітована згідно з Законом України від 17.04.91. (Ріш. райкомісії від 21.02.96). - Московчук Марія Якимівна, 1926 р., с. Рудківці, українка, утриманка. У 1934 р. вислана разом з батьками в Карелію. Реабілітована згідно з Законом України від 17.04.91. (Ріш. райкомісії від 21.02.96). - Московчук Марфа Степанівна, 1893 р., с. Рудківці, українка, неписьменна, селянка-одноосібниця. У 1934 р. як неблагонадійний елемент вислана в Карелію. Реабілітована згідно з Законом України від 17.04.91. (Ріш. райкомісії від 21.02.96). - Московчук Микола Якимович, 1929 р., с. Рудківці, українець, утриманець. У 1934 р. висланий разом з батьками в Карелію. Реабілітований згідно з Законом України від 17.04.91. (Ріш. райкомісії від 21.02.96). - Московчук Мусій Васильович, 1899 р., с. Рудківці, українець, малописьменний, тесля колгоспу. Заарештований 30.09.37. Звинувачення: контрреволюційна діяльність. Трійкою УНКВС Кам’янець-Подільської обл. 23.10.37 засуджений на 10 років позбавлення волі у ВТТ. Реабілітований прокуратурою Хмельницької обл. 09.12.89. (П — 23832, ДАХмО). - Московчук Яким Микитович, 1874 р., с. Рудківці, українець, неписьменний, колгоспник. У 1934 р. як соціально небезпечний елемент висланий на Північ. Реабілітований згідно з Законом України від 17.04.91. (Ріш. райкомісії від 21.02.96). - Московчук Яків Якимович, 1908 р., с. Рудківці, українець, малописьменний, селянин-одноосібник. У 1934 р. як соціально небезпечний елемент висланий у Карелію. Реабілітований згідно з Законом України від 17.04.91. (Ріш. райкомісії від 21.02.96). - Паштирян Феодосій Петрович, 1904 р., с. Рудківці, українець, малописьменний, колгоспник. Заарештований 16.04.46. Звинувачення: співпраця з окупаційною владою. УМДБ Кам’янець-Подільської обл. 26.07.46 справу припинено. Реабілітований прокуратурою Хмельницької обл. 31.08.98. (П — 111, ДАХмО). - Продун Олександр Максимович, 1914 р., с. Рудківці, українець, освіта початкова, член ВЛКСМ. Проживав у смт Нова Ушиця, секретар райвідділу НКВС. Заарештований 30.09.38. Звинувачення: шпигунство. Військпрокуратурою Вінницької обл. 14.12.38 справу припинено, з-під варти звільнений. Реабілітований прокуратурою Хмельницької обл. 21.10.92. (П — 2183, ДАХмО). - Рибак Степан Павлович, 1900 р., с. Рудківці, українець, малописьменний, колгоспник. Заарештований 23.08.37. Звинувачення: зрада Батьківщини. НКВС і Прокурором СРСР 12.11.37 засуджений до розстрілу. Вирок виконаний 15.11.37. Реабілітований військтрибуналом Прикарпатського ВО 04.01.63. (П — 12175, ДАХмО). - Савов Дмитро Семенович, 1924 р., с. Рудківці, українець, освіта початкова, військовослужбовець. Заарештований 05.08.46. Звинувачення: зрада Батьківщини. Контррозвідкою МДБ СРСР 06.01.47 справу припинено, з-під варти звільнений за відсутністю складу злочину. Реабілітований прокуратурою Хмельницької обл. 25.02.98. (П — 10743, ДАХмО). - Семенюк Феодосій Михайлович, 1898 р., с. Атаки Хотинського р-ну Чернівецької обл., українець, освіта початкова, член КП(б)У до 1937 р. Проживав у с. Рудківці, колгоспник. Заарештований 25.08.37. Звинувачення: шпигунство. НКВС і Прокурором СРСР 17.12.37 засуджений до розстрілу. Вирок виконаний 05.01.38. Реабілітований військтрибуналом Прикарпатського ВО 13.11.64. (П — 15571, ДАХМО). - Ткач Петро Семенович, 1892 р., с. Рудківці, українець, малописьменний, селянин-одноосібник. Кам’янець-Подільським окрвідділом і прикордонним загоном ДПУ 01.04.30 за шпигунство висланий на Північ. Реабілітований згідно з Законом України від 17.04.91. (П — 4556, архів УМВС). \| |
| - Білик Микола Михайлович, 1907 р., с. Рудківці, українець, малописьменний, колгоспник. Заарештований 16.04.46. Звинувачення: зрада Батьківщини. Військтрибуналом військ МДБ 06.07.46 засуджений на 10 років позбавлення волі у ВТТ з пораженням прав на 5 років. Звільнений 14.11.55. Реабілітований прокуратурою Хмельницької обл. 18.11.91. (П — 27099, архів УСБУ). - Бурдейна Пелагея Гаврилівна, 1882 р., с. Жабинці, українка, неписьменна. Проживала у с. Рудківці, домогосподарка. Заарештована 20.07.37. Звинувачення: шпигунство. НКВС і Прокурором СРСР 14.10.37 засуджена до розстрілу. Вирок виконаний 15.11.37. Реабілітована військпрокуратурою Прикарпатського ВО 30.12.89. (П — 24759, архів УСБУ). - Бурдейний Іван Іванович, 1878 р., с. Рудківці, українець, неписьменний, селянин-одноосібник. Заарештований 09.06.37. Звинувачення: сприяння переходу через держкордон, шпигунство. НКВС і Прокурором СРСР 14.10.37 засуджений до розстрілу. Вирок виконаний 21.10.37. Реабілітований військпрокуратурою Прикарпатського ВО 30.12.89. (П — 24759, архів УСБУ). - Бурдельна Єлизавета Іларіонівна, 1908 р., с. Рудківці, українка, малописьменна, колгоспниця. За ухилення від суспільно корисної праці в колгоспі 28.08.48 вислана на 8 років в Кемеровську обл. Звільнена із спецпоселення 17.08.53. Реабілітована згідно з Законом України від 17.04.91. (П — 831, архів УМВС). - Бушовський Василь Іванович, 1912 р., с. Рудківці, українець, малописьменний, їздовий колгоспу. Заарештований 16.04.46. Звинувачення: антирадянська агітація. Кам’янець-Подільським облсудом 30.11.46 засуджений на 4 роки позбавлення волі у ВТТ з конфіскацією майна. Реабілітований прокуратурою Хмельницької обл. 05.04.95. (П — 29277, архів УСБУ). - Вашеняк Іван Фокович, 1901 р., с. Рудківці, українець, малописьменний, колгоспник. Заарештований 23.08.37. Звинувачення: шпигунство. НКВС і Прокурором СРСР 12.11.37 засуджений на 10 років позбавлення волі у ВТТ. Реабілітований військпрокуратурою Прикарпатського ВО 30.12.89. (П — 25250, архів УСБУ). - Вознюк Мотрона Терентіївна, 1906 р., с. Рудківці, українка, неписьменна, колгоспниця. Заарештована 21.10.37. Звинувачення: зрада Батьківщини. Трійкою УНКВС Кам’янець-Подільської обл. 19.11.37 засуджена на 8 років позбавлення волі у ВТТ. Реабілітована прокуратурою Хмельницької обл. 15.08.89. (П — 19706, ДАХмО). - Гайдученко Іван Кирилович, 1890 р., с. Рудківці, українець, малописьменний, селянин-одноосібник. Заарештований 13.05.33. Звинувачення: шпигунство. Кам’янець-Подільським прикордонним загоном ДПУ 10.06.33 справу припинено, з-під варти звільнений. Реабілітований прокуратурою Хмельницької обл. 31.07.98. (П — 2515, архів УСБУ). - Гайдученко Тимофій Степанович, 1909 р., с. Рудківці, українець, малописьменний, колгоспник. Заарештований 29.01.38. Звинувачення: шпигунство. Трійкою УНКВС Кам’янець-Подільської обл. 29.09.38 засуджений до розстрілу. Вирок виконаний. Реабілітований військпрокуратурою Прикарпатського ВО 30.05.89. (П — 23423, архів УСБУ). - Гайдученко Хома Семенович, 1892 р., с. Рудківці, українець, освіта початкова, рахівник колгоспу. Заарештований 16.02.38. Звинувачення: контрреволюційна діяльність. Трійкою УНКВС Кам’янець-Подільської обл. 05.05.38 засуджений до розстрілу. Вирок виконаний. Реабілітований прокуратурою Хмельницької обл. 09.12.89. (П — 24063, архів УСБУ). - Гандзюк Арсеній Петрович, 1889 р., с. Ломачинці Чернівецької обл., українець, малописьменний. Проживав у с. Рудківці, колгоспник. Заарештований 27.11.37. Звинувачення: шпигунство. Особливою нарадою НКВС СРСР 11.02.38 засуджений на 10 років позбавлення волі у ВТТ. Реабілітований військпрокуратурою Прикарпатського ВО 30.12.89. (П — 25237, архів УСБУ). - Гончарук Агафія М., с. Рудківці, українка, малописьменна, домогосподарка. У 1941 р. як соціально небезпечний елемент вислана в Томську обл. Реабілітована згідно з Законом України від 17.04.91. (П — 5066, архів УМВС). - Гончарук Антон Іванович, 1893 р., с. Рудківці, українець, малописьменний, колгоспник. Заарештований у 1934 р. Звинувачення: незаконне зберігання зброї. Особливою нарадою НКВС СРСР 04.07.35 засуджений на 3 роки позбавлення волі у ВТТ. Реабілітований президією Хмельницького облсуду 04.11.67. (П — 16256, архів УСБУ). - Гончарук Арехт (Арефій) Васильович, 1898 р., с. Рудківці, українець, малописьменний, селянин-одноосібник. Заарештований 24.03.33. Звинувачення: шпигунство, антирадянська агітація. Особливою нарадою колегії ДПУ УРСР 28.04.33 висланий на 3 роки у Північний край. Реабілітований прокуратурою Хмельницької обл. 13.12.89. (П — 23724, архів УСБУ). - Гончарук Арсеній Тарасович, 1892 р., с. Рудківці, українець, малописьменний, селянин-одноосібник. Заарештований 23.05.34. Звинувачення: нелегальний перехід кордону. Трійкою колегії ДПУ УРСР 31.05.34 висланий на 3 роки у Північний край. Реабілітований прокуратурою Хмельницької обл. 02.04.98. (П — 6781, ДАХмО). - Гончарук Афанасій Васильович, 1894 р., с. Рудківці, українець, малописьменний, селянин-одноосібник. У 1941 р. як соціально небезпечний елемент висланий у Томську обл. Реабілітований згідно з Законом України від 17.04.91. (П — 5066, архів УМВС). - Гончарук Василь Володимирович, 1897 р.н., с. Рудківці Новоушицького р-ну Кам’янець-Подільської обл., українець, неписьменний. Останнє місце проживання: Луганська обл. смт. Успенка Лутугинського р-ну. Прибиральник породи шахти «Білянка». Луганським обласним судом 26 червня 1941 р. засуджений до 7 р. позбавлення волі. Реабілітований у 1992 р. - Гончарук Ганна Афанасіївна, 1894 р., с. Рудківці, українка, неписьменна, домогосподарка. Заарештована 23.05.34. Звинувачення: нелегальний перехід кордону. Трійкою колегії ДПУ УРСР 31.05.34 вислана на 3 роки у Північний край. Реабілітована прокуратурою Хмельницької обл. 02.04.38. (П — 6781, ДАХмО). - Гончарук Євтихій Максимович, 1904 р., с. Рудківці, українець, малописьменний, колгоспник. Заарештований 16.04.46. Звинува-ення: зрада Батьківщини. Військтрибуналом військ НКДБ Кам’янець-Подільської обл. 29.05.46 засуджений на 10 років позбавлення волі у ВТТ з пораженням прав на 3 роки. Помер в концтаборі 02.08.49. Реабілітований прокуратурою Хмельницької обл. 26.02.92. (П — 27638, архів УСБУ). - Гончарук Іван Афанасійович, 1925 р., с. Рудківці, українець, освіта семирічна, утриманець. У 1941 р. висланий разом із сім’єю в Томську обл. Звільнений із спецпоселення 27.05.57. Реабілітований згідно з Законом України від 17.04.91. (П — 5066, архів УМВС). - Гончарук Олексій Афанасійович, 1930 р., с. Рудківці, українець, утриманець. У 1941 р. висланий разом із сім'єю в Томську обл. Звільнений із спецпоселення 27.05.57. Реабілітований згідно з Законом України від 17.04.91. (П — 5066, архів УМВС). - Гончарук Павло Іванович, 1899 р., с. Рудківці, українець, освіта початкова, столяр колгоспу. Заарештований 20.12.37. Звинувачення: антирадянська агітація. Особливою нарадою НКВС СРСР 16.02.38 засуджений на 10 років позбавлення волі у ВТТ. Реабілітований прокуратурою Хмельницької обл. 10.05.89. (П — 17646, ДАХмО). - Дейбук Павло Іванович, 1904 р., с. Рудківці, українець, малописьменний, тесля. Заарештований 28.06.33. Звинувачення: нелегальний перехід кордону. Особливою нарадою колегії ДПУ УРСР 22.07.33 позбавлений права проживання на 3 роки у 12 визначених місцевостях. Реабілітований прокуратурою Хмельницької обл. 30.03.98. (П — 67124, архів УСБУ). - Кулик (Прохницька) Марія Захарівна, 1886 р., с. Рудківці, українка, неписьменна, колгоспниця. Заарештована 23.08.37. Звинувачення: шпигунство. НКВС і Прокурором СРСР 12.11.37 засуджена на 10 років позбавлення волі у ВТТ. Реабілітована військпрокуратурою Прикарпатського ВО 30.12.89. (П — 25250, архів УСБУ). - Ломачинський Ілля Никифорович, 1897 р., с. Рудківці, українець, малописьменний, селянин-одноосібник. Заарештований 24.03.33. Звинувачення: шпигунство, антирадянська агітація. Особливою нарадою колегії ДПУ УРСР 28.04.33 висланий на 3 роки у Північний край. Реабілітований прокуратурою Хмельницької обл. 13.12.89. (П — 23724, ДАХмО). - Ломачинський Касян Никифорович, 1904 р., с. Рудківці, українець, малописьменний, колгоспник. Заарештований 23.08.37. Звинувачення: шпигунство. НКВС і Прокурором СРСР 12.11.37 засуджений на 10 років позбавлення волі у ВТТ. Реабілітований військпрокуратурою Прикарпатського ВО 30.12.89. (П — 25250, ДАХмО). - Ломачинський Пилип Никифорович, 1899 р., с. Рудківці, українець, малописьменний, колгоспник. Заарештований 23.08.37. Звинувачення: шпигунство. НКВС і Прокурором СРСР 12.11.37 засуджений до розстрілу. Вирок виконаний 15.11.37. Реабілітований військпрокуратурою Прикарпатського ВО 30.12.89. (П — 25250, ДАХмО). - Ломачинський Сергій Михайлович, 1902 р., с. Рудківці, українець, освіта початкова, колгоспник. Заарештований 30.09.37. Звинувачення: антирадянська агітація. Трійкою УНКВС Кам’янець-Подільської обл. 28.11.37 справу припинено, з-під варти звільнений. Реабілітований прокуратурою Хмельницької обл. 07.06.98. (П — 2288, ДАХмО). - Михайлюк Іван Федорович, 1924 р., с. Рудківці, українець, освіта неповна середня, колгоспник. Заарештований 16.04.46. Звинувачення: співпраця з адміністрацією табору військовополонених. Військпрокуратурою військ МДБ Кам’янець-Подільської обл. 02.08.46 справу припинено, з-під варти звільнений. Реабілітований прокуратурою Хмельницької обл. 24.04.98. (П — 4328, ДАХмО). - Мойсюк Опанас Макарович, 1893 р.н., с. Рудківці Новоушицького р-ну Хмельницької обл., прож. смт. Вендичани Могилів-Подільського р-ну, українець, із селян, письменний, робітник цегельного заводу, одруж., 4 дітей. Арешт. 24.09.1937 р. Звинувач. за ст. 54-1 «а», 10 КК УРСР. За рішенням Нарк. ВС і Прокур. СРСР від 01.12.1937 р. ув’язн. на 10 р. ВТТ. Реабіл. 27.08.1959 р. - Московчук Антон Іванович, 1904 р., с. Рудківці, українець, малописьменний, колгоспник. Заарештований 20.06.38. Звинувачення: шпигунство. Трійкою УНКВС Кам’янець-Подільської обл. 24.09.38 засуджений до розстрілу. Вирок виконаний. Реабілітований військтрибуналом Прикарпатського ВО 17.04.64. (П — 15403, ДАХмО). - Московчук Ганна Якимівна, 1919 р., с. Рудківці, українка, утриманка. У 1934 р. вислана разом з батьками в Карелію. Реабілітована згідно з Законом України від 17.04.91. (Ріш. райкомісії від 21.02.96). - Московчук Ксенія Якимівна, 1931 р., с. Рудківці, українка, утриманка. У 1934 р. вислана разом з батьками в Карелію. Реабілітована згідно з Законом України від 17.04.91. (Ріш. райкомісії від 21.02.96). - Московчук Марія Якимівна, 1926 р., с. Рудківці, українка, утриманка. У 1934 р. вислана разом з батьками в Карелію. Реабілітована згідно з Законом України від 17.04.91. (Ріш. райкомісії від 21.02.96). - Московчук Марфа Степанівна, 1893 р., с. Рудківці, українка, неписьменна, селянка-одноосібниця. У 1934 р. як неблагонадійний елемент вислана в Карелію. Реабілітована згідно з Законом України від 17.04.91. (Ріш. райкомісії від 21.02.96). - Московчук Микола Якимович, 1929 р., с. Рудківці, українець, утриманець. У 1934 р. висланий разом з батьками в Карелію. Реабілітований згідно з Законом України від 17.04.91. (Ріш. райкомісії від 21.02.96). - Московчук Мусій Васильович, 1899 р., с. Рудківці, українець, малописьменний, тесля колгоспу. Заарештований 30.09.37. Звинувачення: контрреволюційна діяльність. Трійкою УНКВС Кам’янець-Подільської обл. 23.10.37 засуджений на 10 років позбавлення волі у ВТТ. Реабілітований прокуратурою Хмельницької обл. 09.12.89. (П — 23832, ДАХмО). - Московчук Яким Микитович, 1874 р., с. Рудківці, українець, неписьменний, колгоспник. У 1934 р. як соціально небезпечний елемент висланий на Північ. Реабілітований згідно з Законом України від 17.04.91. (Ріш. райкомісії від 21.02.96). - Московчук Яків Якимович, 1908 р., с. Рудківці, українець, малописьменний, селянин-одноосібник. У 1934 р. як соціально небезпечний елемент висланий у Карелію. Реабілітований згідно з Законом України від 17.04.91. (Ріш. райкомісії від 21.02.96). - Паштирян Феодосій Петрович, 1904 р., с. Рудківці, українець, малописьменний, колгоспник. Заарештований 16.04.46. Звинувачення: співпраця з окупаційною владою. УМДБ Кам’янець-Подільської обл. 26.07.46 справу припинено. Реабілітований прокуратурою Хмельницької обл. 31.08.98. (П — 111, ДАХмО). - Продун Олександр Максимович, 1914 р., с. Рудківці, українець, освіта початкова, член ВЛКСМ. Проживав у смт Нова Ушиця, секретар райвідділу НКВС. Заарештований 30.09.38. Звинувачення: шпигунство. Військпрокуратурою Вінницької обл. 14.12.38 справу припинено, з-під варти звільнений. Реабілітований прокуратурою Хмельницької обл. 21.10.92. (П — 2183, ДАХмО). - Рибак Степан Павлович, 1900 р., с. Рудківці, українець, малописьменний, колгоспник. Заарештований 23.08.37. Звинувачення: зрада Батьківщини. НКВС і Прокурором СРСР 12.11.37 засуджений до розстрілу. Вирок виконаний 15.11.37. Реабілітований військтрибуналом Прикарпатського ВО 04.01.63. (П — 12175, ДАХмО). - Савов Дмитро Семенович, 1924 р., с. Рудківці, українець, освіта початкова, військовослужбовець. Заарештований 05.08.46. Звинувачення: зрада Батьківщини. Контррозвідкою МДБ СРСР 06.01.47 справу припинено, з-під варти звільнений за відсутністю складу злочину. Реабілітований прокуратурою Хмельницької обл. 25.02.98. (П — 10743, ДАХмО). - Семенюк Феодосій Михайлович, 1898 р., с. Атаки Хотинського р-ну Чернівецької обл., українець, освіта початкова, член КП(б)У до 1937 р. Проживав у с. Рудківці, колгоспник. Заарештований 25.08.37. Звинувачення: шпигунство. НКВС і Прокурором СРСР 17.12.37 засуджений до розстрілу. Вирок виконаний 05.01.38. Реабілітований військтрибуналом Прикарпатського ВО 13.11.64. (П — 15571, ДАХМО). - Ткач Петро Семенович, 1892 р., с. Рудківці, українець, малописьменний, селянин-одноосібник. Кам’янець-Подільським окрвідділом і прикордонним загоном ДПУ 01.04.30 за шпигунство висланий на Північ. Реабілітований згідно з Законом України від 17.04.91. (П — 4556, архів УМВС). | |

## Школа

Рудковецька школа

У 1887 році відкрита церковно-приходська школа, що мала своє приміщення з 1898 р. У 1890 році у школі навчалося 35 хлопчиків і 13 дівчаток. На рубежі 20–30 років XX ст. діяв лікнеп. Початкова школа з 1936 року. У 1963 р. створена восьмирічна школа; перший випуск 8-го класу відбувся у 1968 р. До 1971 року навчання здійснювалося у п'яти будівлях (в основному по хатах репресованих селян), розташованих в різних частинах села. Першого вересня 1971 року 170 учнів переселилися у нову (сучасну) школу, збудовану на місці колишньої церкви за кошти колгоспу ім. Кірова. Директором школи був Ломачинський Федір Кирилович, після Олійник Віталій Іванович, Дробик Віктор Іванович, Чайка Ганна Костянтинівна, Зеленюк Людмила Іванівна, Мельник Наталя Іванівна, тепер Білик Алла Євгенівна. У 2014 році в Рудковецькій загальноосвітній школі І-ІІ ступенів навчалося 38 дітей. У 2018 році — 33.

## Пам'ятки історико-культурного значення
- Слов'янське поселення VI—VIII століть нашої ери та давньоруського часу.

Сліди поселення виявленні в урочищі Сінне, що знаходиться за три кілометри на північний захід від с. Рудківці. Розміри поселення 50×100 м. Знайдені фрагменти давньоруської та ліпної ранньосередньовічної кераміки, а також залізний наральник, завдовжки 25,5 см і завширшки 14 см.
- «Городище ранньої залізної доби Рудківці» («Скіфське городище VII—II ст. до н. е.») — археологічна пам'ятка Чорноліської культури і скіфського часу.

Перший опис Рудковецького городища навів Ю. Сіцінський. Охоронні розкопки городища проводилися з 1972 по 1980 рр. студентами і науковцями Кам'янець-Подільського педагогічного інституту під керівництвом І. С. Винокура. Всього закладено 20 розкопів площею понад 3700 кв.м..
На городище в с. Рудківці у 2010 р. виготовлено охоронну технічну документацію (з паспортом) і його межі винесені на місцевості.
Рудковецьке городище має декілька обвалованих площ. Одне городище займало терасу і крутий схил долини р. Матірки, інше, що складається із двох масивів, розташоване на рівнині у селі. Городище на схилі має видовжену в плані форму, діаметром близько 30×100 м. Його верхня частина примикає до щовба на південно-східному куті рівнинного городища (біля Дейбуків), а нижня знаходиться близько нижнього щовба — земляного насипу конусоподібної форми на розі Матіршанської і Дністровської долини, висотою зі сторони схилу близько 10 м, а з рівня Дністровської тераси до 40 м. Городище віднесене до чорнолісько-жаботинського типу, що існувало в кемерійсько-скіфський час VIII—VII ст. до н. е. Тут відкрито досить складні конструкції давніх фортифікацій, досліджено близько 40 жител, ряд господарських споруд і ям. Переважали наземні житла-мазанки прямокутної форми. Так одне з них, що описане, мало розміри 8×5 м, ділилося перегородкою на дві частини, в одній з яких була кам'яна пічка, розміром 1×0,7 м. Керамічний комплекс цього городища своєрідно поєднує в собі елементи слов'янської Чорноліської і Фракійської культур. Знайдені культові предмети, у тому числі яйце-брязкальце, що складається з двох порожнистих частин, одна з яких вкладена в іншу. Розкопки городища показали, що його захисні споруди неодноразово руйнувалися і горіли, а потім знову відновлювались. В години лихоліть під захист укріплень сходилися жителі навколишніх селищ, зганялися стада худоби. В середині VII ст. до н. е. городище було зруйноване внаслідок нападу скіфської раті, про що засвідчили знахідки бронзових асиметрично-ромбічних наконечників стріл, які вважаються своєрідними візитними картками скіфів найбільш раннього періоду їхньої історії.
Рудковецьке горішнє (верхнє) городище має площу близько 109 га, що дає підстави відносити його до городищ-гігантів, які споруджувалися у лісостеповій Україні у скіфську епоху з середини VII ст. до н.е для захисту не тільки племені, а й головного його багатства — худоби. Воно займає опуклу рівнину в межах с. Рудковець і трьома сторонами примикає до крутих схилів долини р. Дністра, її притоки — р. Матірки (Березівської), і притоки останньої — Попівського рівчака. Городище включає дві частини — «цитадель», площею 40 га, та «передмістя» з напільного боку, площею близько 69 га.
Зі сторони Дністра все городище без валу, але примикає до прямовисного вапнякового уступу, висотою біля 10-20 м. Довжина городища вздовж Дністровського каньйону — 1452 м. «Цитадель» має подібну до прямокутної форми будову із практично лінійними валами вздовж схилів долин (із сходу і півночі) і вигнутим валом поперек вододілу. Останній зберігся найкраще і в деяких місцях має висоту до 10 м.
На південно-східному куті «цитаделі» у місці примикання дністровського і матіршанського схилів знаходиться штучний конусоподібний насип (місцева назва — щовб, скіфський курган), висота якого сьогодні становить близько 20 м. З нього, так само як і з нижнього щовба, досить далеко проглядаються береги Дністра. Ці обидва щовби називають ще «скіфськими сторожовими курганами».
Довжина східного, північного і західного валу «цитаделі» становить 1821 м. «Передмістя» також обваловане потужним валом у вигляді ламаної лінії, довжиною 1410 м. Його східна частина, що проходить вздовж сільської вулиці, а також через городи жителів села, добре збереглася. Північна окраїна «передмістя» сьогодні відмежовується уступом на схилі долини Попівського рівчака.

У південно-східному куті городища виразна пляма культурного шару у вигляді перепаленої ґрунтової маси із рештками кераміки і, окремо, поодиноких черепків (схожих на чорноліські вироби) і знарядь з кременю (подібних на трипільські) на поверхні ґрунту.
- Рудковецькі трипільські поселення (не досліджені і не входять до реєстру археологічних пам'яток Трипільської культури на території України, але мають подібні до цієї культури артефакти):

1. В урочищі Кобила артефакти спостерігаються на площі близько 0,5 га. На поверхні ріллі кілька чітких плям із випаленим безформним груддям, зрідка рештки керамічного посуду. Окремі черепки із мальованими візерунками. Виорюються також в основному пошкоджені кам'яні вироби і відходи кременеобробного виробництва: пластини, скребачки, вістря стріл і дротиків, нуклеуси з кременю, різноманітні відбійники, жорнова з кварциту. Кераміка має велику схожість з виробами періоду Трипільської культури «В ІІ», датованої 4100-3800 рр. до н. е. (див. фото у цій статті і фото зерновика (посудини для зберігання зерна) в Енциклопедії: т. 1, кн. 2, с. 223).
2. В урочищі Гатна спостерігається пляма культурного шару у вигляді еліпсу, площею біля 10-15 га (від заболоченого днища лощини до верхів'я Мостятинського ярка). На поверхні ріллі зрідка уламки керамічних виробів і камінних знарядь, відходи кременеобробного виробництва.
3. В урощищі Кіща пляма культурного шару на площі близько 0,5 га. На поверхні ріллі пошкоджені кам'яні вироби і відходи кременеобробного виробництва, рештки керамічного посуду.
- Печерна каплиця, за переказами збудована і освячена на кошти Михайлюка Миколи Івановича укінці XIX чи на початку XX ст. на дністровському схилі на південно-західній околиці села. Каплиця примітна різьбленими двома хрестами із зображенням Всевидющого Ока. У 2012 році Каплиця перебудована, і як пам'ятка старовини втрачена[66].
- Рештки семи шахт на лівому схилі Попівського рівчака. Шахти закладені, ймовірно, у другій половині XIX ст. для видобудку фосфоритів; їх невеликі розміри свідчать про те, що шахти промислового значення не мали через бідність породи.
- Курган серед поля на північному заході від села.

### Сільські цвинтарі

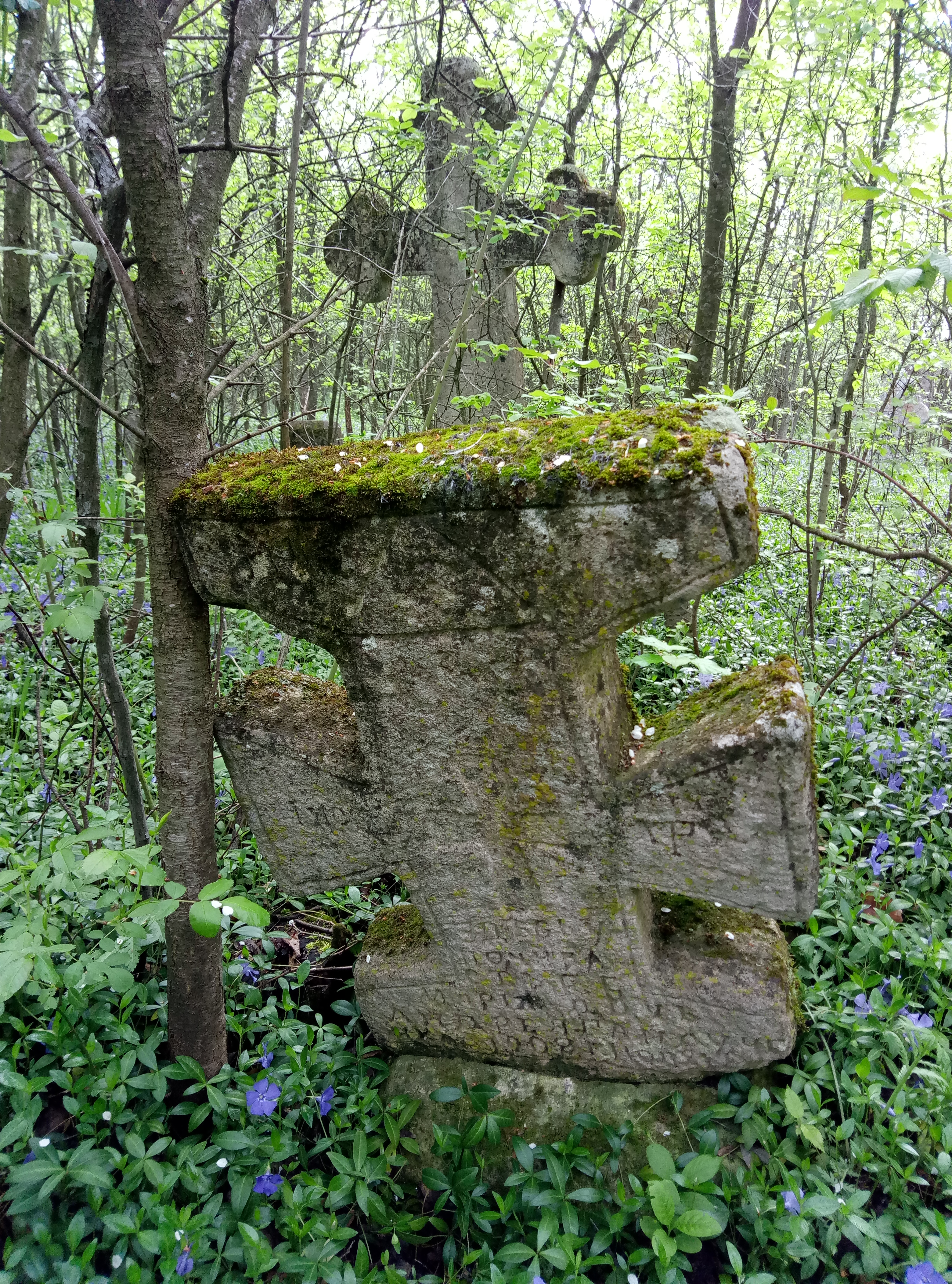
Старовинні хрести на сільському цвинтарі

У метричній книзі кінця 18 ст. відзначено, що рудківчан хоронили при церкві, а з початку XIX ст. на відведеному цвинтарі. Цей цвинтар (єдиний на топографічних картах XIX ст. — початку XX ст.) був розміщений на західній околиці села обіч дороги в Калюс. Наступний (третій) цвинтар розмістили на північно-західній околиці села. Сьогодні він включає дві частини — старий і діючий цвинтар.
На старій частині збереглися надгробні хрести початку XX ст. Хрести виготовлені із місцевого вапняку. Серед них є типові хрещаті та трилисті хрести, а також оригінальні трикутнораменні із зображенням Всевидячого ока.

## Краєзнавча інформація

### Рудковецькі мікротопоніми
1. Калатури (48°38′50″ пн. ш. 27°21′07″ сх. д. / 48.64722° пн. ш. 27.35194° сх. д.) — урочище на північно-західній околиці села Рудківці. Калатури є розлогою балкою у верхів'ї Попівського ярка. У східній частині поверхня балки штучного походження (можливо закинуте глинище). Середня частина заболочена із ставком. Оспіване у вірші.
2. Кіща (48°39′17″ пн. ш. 27°22′40″ сх. д. / 48.65472° пн. ш. 27.37778° сх. д.) — урочище.
3. Пільце (48°37′59″ пн. ш. 27°19′41″ сх. д. / 48.63306° пн. ш. 27.32806° сх. д.) — урочище, що примикає до крутих схилів долини р. Калюс (від Бровара до Сінного). До середини XX ст. не залісена рівнина з близьким вапняковим пластом і виходами вапняків на поверхню.
4. Бровар (48°37′50″ пн. ш. 27°19′36″ сх. д. / 48.63056° пн. ш. 27.32667° сх. д.), урочище із стрімкою стежкою до містечка Калюс по крутому схилу долини р. Калюс.
5. Сінне (48°39′37″ пн. ш. 27°20′05″ сх. д. / 48.66028° пн. ш. 27.33472° сх. д.). Поле з піщанистим чорноземом і джерелом питної води, з якого проведено водогін до господарських споруд села. У першій третині XX ст. розташовувався хутір, і Сінне мало паралельну назву — Рýдківські хуторú[67].
6. Каліче (48°38′36″ пн. ш. 27°19′52″ сх. д. / 48.64333° пн. ш. 27.33111° сх. д.) — урочище на лівому схилі долини річки Калюс.
7. Зруб — місцевість між Гатною та Площею, на якій у старовину ріс сливово-яблунево-вишневий сад.
8. Полянѝ. Ділянки пасовищ під Гарячинським лісом, від Калічого до Сінного.
9. Шлейковий луг (Шлейкові кринички) (48°38′46″ пн. ш. 27°22′18″ сх. д. / 48.64611° пн. ш. 27.37167° сх. д.) — урочище. Від прізвища жителя села (відзначене у церковній метричній книзі, наприклад за 14.10.1796 р.)
10. Рафковий луг (48°39′06″ пн. ш. 27°22′25″ сх. д. / 48.65167° пн. ш. 27.37361° сх. д.) — урочище.
11. Гатна (48°39′11″ пн. ш. 27°21′24″ сх. д. / 48.65306° пн. ш. 27.35667° сх. д.) — урочище на північний захід від села, що є заболоченою балкою, а через загачену частину (дамбу) пролягає дорога на Зруб, Кіщу і Мостятину.
12. Паньківське (Панькові або Паньківські озера (48°38′51″ пн. ш. 27°20′46″ сх. д. / 48.64750° пн. ш. 27.34611° сх. д.).
13. Короткий ярок (48°38′52″ пн. ш. 27°22′37″ сх. д. / 48.64778° пн. ш. 27.37694° сх. д.) — урочище.
14. Гавчаський ярок, Гавчина (48°38′48″ пн. ш. 27°22′58″ сх. д. / 48.64667° пн. ш. 27.38278° сх. д.) — урочище у Березівському лісі.
15. Попівський ярок (48°38′39″ пн. ш. 27°21′51″ сх. д. / 48.64417° пн. ш. 27.36417° сх. д.). Ярок з потічками із Калатур і Гатни, що впадав у р. Матірку (Березівську річку). Попівський ярок на північній околиці села

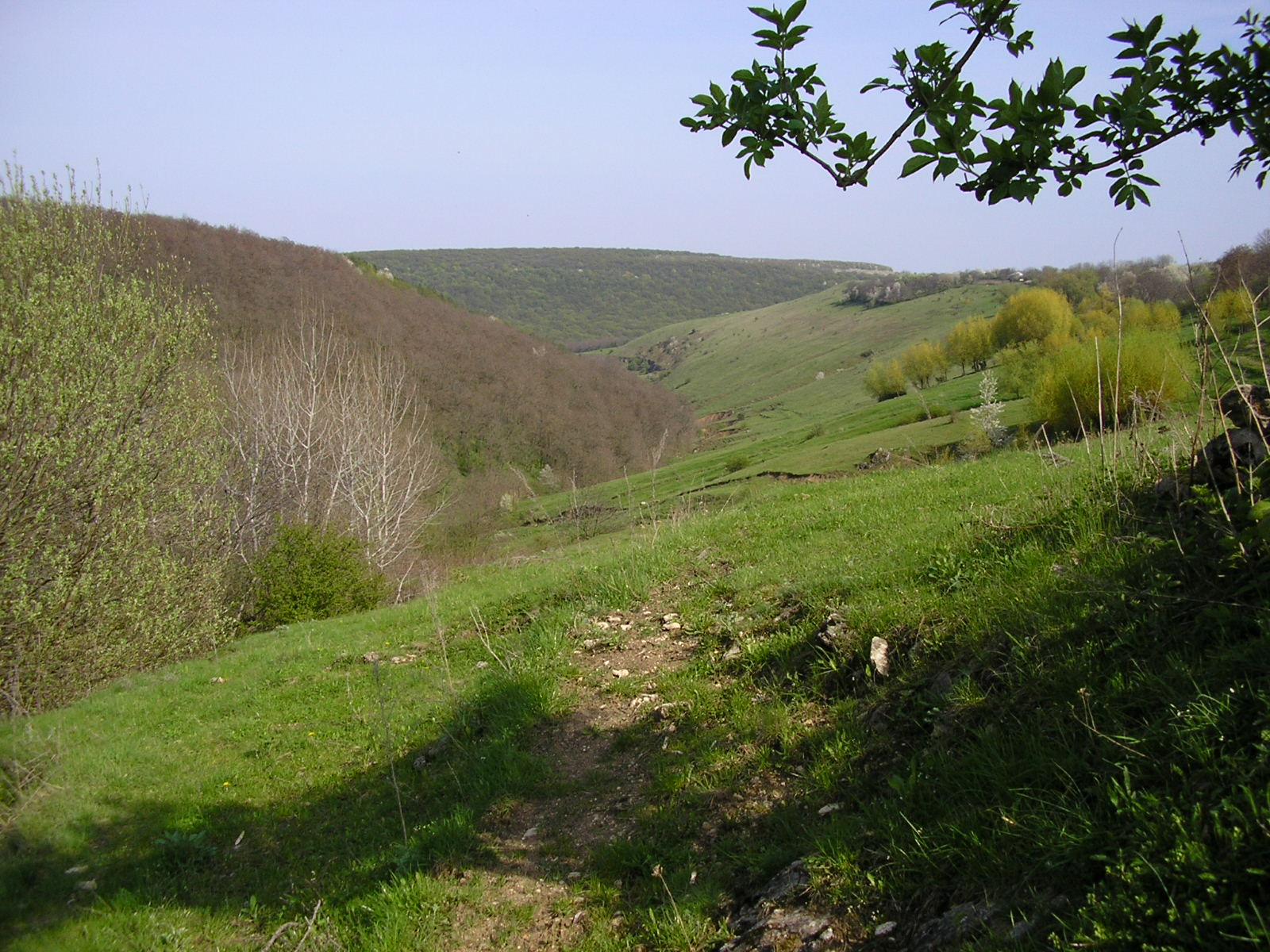
Попівський ярок на північній околиці села

16. Самборський ярок (48°39′02″ пн. ш. 27°19′54″ сх. д. / 48.65056° пн. ш. 27.33167° сх. д.). Урочище за селом, на західній стороні, в якому мешканці села ховали загиблий скот.
17. Чемериський ярок — урочище на західному краю села, між Цариною і Пільцем.
18. Мостятина (48°39′18″ пн. ш. 27°22′11″ сх. д. / 48.65500° пн. ш. 27.36972° сх. д.) — урочище вздовж глибокого ярка. Назва явно походить від слова мостити. Через Мостятину була прокладена мощена (кам'яна) дорога до Дністра, через який, за переказами, був дерев'яний міст (є свідчення про існування в 1862 році поромної переправи «нижче с. Ломачинці, навпроти села Рудківці»[39]). Вище порогів Бурнака ще в середині XX ст. (до заповнення водосховища) над поверхнею води виднілися так звані «бики» — дерев'яні палі, вбиті в дно річки. Мощення в Мостятині збереглося у багатьох місцях і до сьогодні.
19. Кобила (48°38′48.10″ пн. ш. 27°21′32.31″ сх. д. / 48.6466944° пн. ш. 27.3589750° сх. д.). Урочище між двома ярками (Попівським та Гатною).
20. Грицийові кручі (48°38′33″ пн. ш. 27°22′20″ сх. д. / 48.64250° пн. ш. 27.37222° сх. д.), урочище. Зсув, що до середини XX ст. утворював рівнинну терасу шириною до 100 м і довжиною до 250 м. До кінця XX ст. зсув ускладнився: біля підніжжя гори просів, а біля ярка піднявся, утворивши похилий запалаток.
21. Кремнистий вал (48°38′26″ пн. ш. 27°22′23″ сх. д. / 48.64056° пн. ш. 27.37306° сх. д.) — від слова кремінь; дорога по схилу долини з Яру в село.
22. Дейбуки(48°38′10.38″ пн. ш. 27°22′17.37″ сх. д. / 48.6362167° пн. ш. 27.3714917° сх. д.) — правий схил долини річки Матірки (Березівської) на розі Дністровської долини, де проживала сім'я Дейбуків.
23. Яр (48°38′56″ пн. ш. 27°22′46″ сх. д. / 48.64889° пн. ш. 27.37944° сх. д.), урочище в долині р. Матірки; до середини XX ст. назва хутору. Після війни жителів з хмельницької сторони долини примусово переселили у село. Лівобережні (з вінницької сторони) жителі залишалися до часу виселення перед заповненням Дністровського водосховища. У Яру було дерево–пам'ятка — Груба Верба. Тепер під водою водосховища.
24. Хутір Вітівка. На хуторі жив чоловік на прізвище Стрілецький. Розташовувався північніше Сінного, де місцевину називали «Липа». За легендою, десь біля Липи місцевий пан, втікаючи, закопав частину свого скарбу.
25. Тартак. Навпроти гутянської будки на річці Калюс був млин; люди ходили до млина на Тартак[68].
26. Вбіч — круті безліссі схили долини Дністра, Березівської річки і Попівського рівчака. На рудковецькому схилі Дністра (по Запалатках) були розміщені ДОТи Могилів-Подільського укріпленого району.
27. Запалатки (48°38′2.38″ пн. ш. 27°21′22.24″ сх. д. / 48.6339944° пн. ш. 27.3561778° сх. д.). Запалатками рудківчани називали лівобержну терасу Дністра.
28. Підскали — стрімкі схили Дністровської долини, в тому числі «дністровські стінки» — малодоступні місцевості південної експозиції, що до залісення характеризувалися рідкісною флорою і фауною[69].
29. Бурнак — колишня назва порогу на Дністрі у місці впадання р. Матірки (у Рудківцях називали Березівською річкою). Березівська річка утворювала великий (близько 100 м) конус виносу з каміння та піску в заплаві Дністра; русло Дністра навпроти конуса виносу звужувалося, швидкість течії різко збільшувалася із утворенням стоячих хвиль, висотою 0,5-0,8 м, через наявність каміння на дні. Тепер під водою водосховища.
30. Ярема, скала з плоскою поверхнею у річці Дністер, 20 м від берега. За легендою скеля скотилася у воду і потопила човен, у якому знаходилися двоє людей: піп, на прізвисько Півнач, і чоловік на ім'я Ярема. Тепер скала під водою водосховища.
31. Півнач, дві зімкнуті скали на березі Дністра, висотою 2 м над водою. Тепер під водою водосховища.
32. Березівська річка(48°38′48.59″ пн. ш. 27°22′45.48″ сх. д. / 48.6468306° пн. ш. 27.3793000° сх. д.) — притока Дністра. Унормована географічна назва річки — Матірка, ((рос.) Матерка). Більш давня назва «Матірська». У польських джерелах називалася також Боричова[2][70][71]. Жителями с. Рудківці називалася Березівською річкою, що було повторенням колишньої назви сусіднього села Березова. У річці водилися дрібні види риб, яких місцеві жителі називали: «черчик», «слижик», «ковблик».
33. Царина (48°37′58″ пн. ш. 27°20′39″ сх. д. / 48.63278° пн. ш. 27.34417° сх. д.) — крайня західна частина (вулиця) села.
34. Кут (48°38′18.95″ пн. ш. 27°22′12.12″ сх. д. / 48.6385972° пн. ш. 27.3700333° сх. д.). Східна околиця (вулиця) села. Північно-східна частина спотворена внаслідок видобування вапнякової жерстви без проведення рекультиваційних робіт.
35. Толока (48°38′21.43″ пн. ш. 27°20′59.82″ сх. д. / 48.6392861° пн. ш. 27.3499500° сх. д.) — головна площа (вулиця) села, де проходить ярмарок, розташовані сільський клуб, церква, пошта, крамниці, меморіал воїнам-односельцям, загиблим у другій світовій війні.
36. Попівка (48°38′36.12″ пн. ш. 27°21′26.85″ сх. д. / 48.6433667° пн. ш. 27.3574583° сх. д.) — назва вулиці в північній частині села.
37. Левади (48°38′13.50″ пн. ш. 27°21′57.38″ сх. д. / 48.6370833° пн. ш. 27.3659389° сх. д.) — південно-східна незабудована частина села. До 1965 року ріс великий яблуневий сад, тепер садиби жителів села (землі ОСГ).
38. Щовби (нижній 48°38′00″ пн. ш. 27°22′18″ сх. д. / 48.63333° пн. ш. 27.37167° сх. д. і верхній 48°38′7.38″ пн. ш. 27°22′10.15″ сх. д. / 48.6353833° пн. ш. 27.3694861° сх. д.) були частиною фортифікаційних споруд, зведених чорноліськими та скіфськими племенами[72].

### Природа

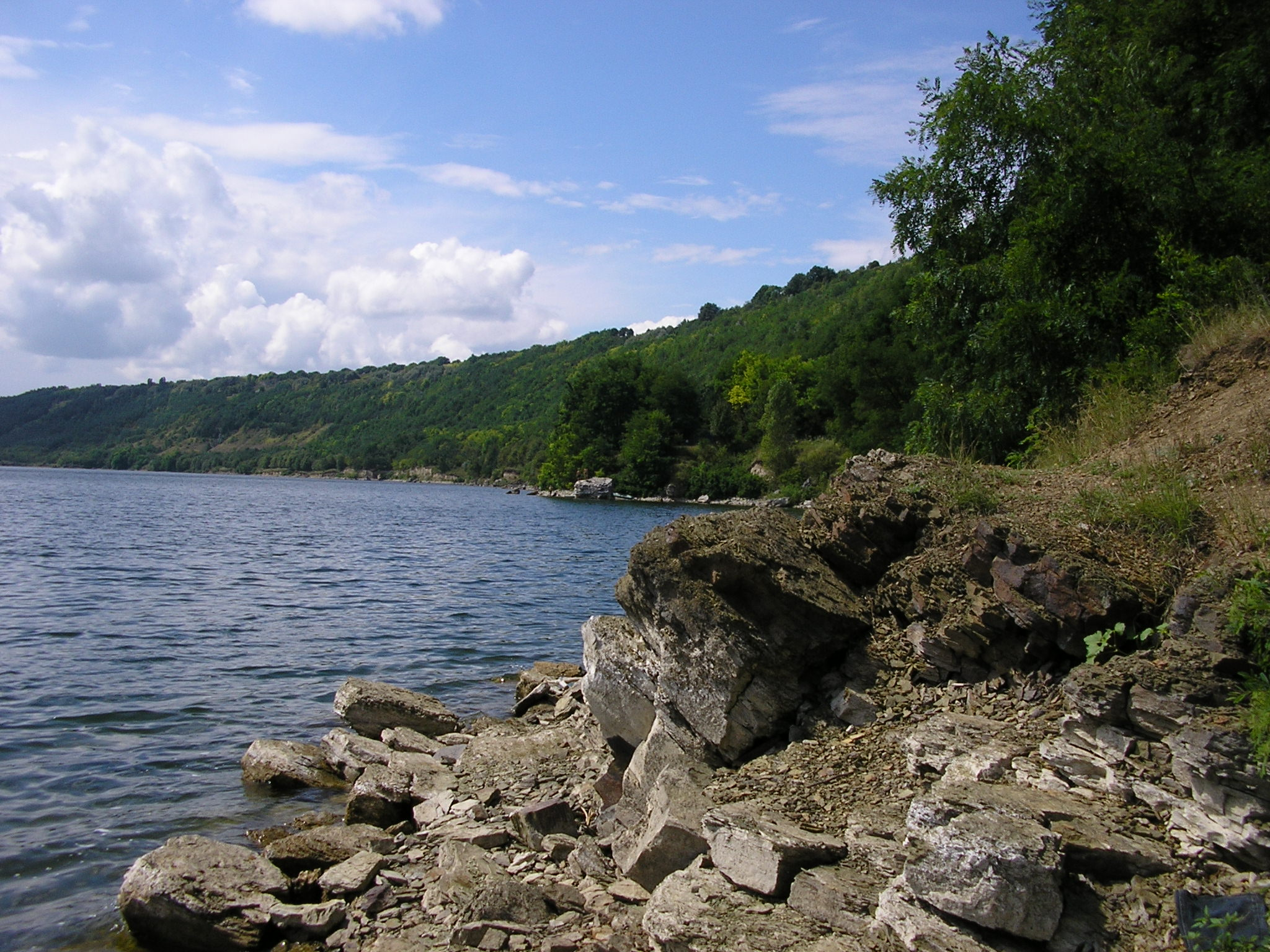
Дністровська долина

Долина Дністра, над якою розташовані Рудківці, у його середній течії є унікальною у геолого-геоморфологічному, кліматичному, флористичному, фауністичному і естетичному відношеннях. ЇЇ називають природним музеєм. Глибоко врізані в осадові породи каньйони Дністра та його приток утворюють унікальні відслонення, віднесені до стратиграфічно-палеонтологічних геологічних пам'яток Середнього Придністров'я. За своєю значимістю вони є унікальними не тільки для України, а й для Європи.
В околицях Рудковець на найнижчих рівнях виходять на денну поверхню потужні відклади едіакарію — вендський комплекс скам'янілих глинистих і суглинистих порід. Серед них примітними є калюські верстви строкато забарвлених тонковерствуватих аргілітів — зцементованих глин, які без значних зусиль легко розсипаються на дрібні гострокутні уламки. Характерною їх особливістю є наявність конкрецій фосфоритів. Поширені також плитчасті алевроліти — зцементовані породи, які складаються з пилюватих часток кварцу, польових шпатів, слюд, а також глинистих мінералів. Цілком можливо, що морський басейн за калюського часу на Поділлі мав утруднений водообмін з океаном і сірководневе зараження. Зверху аргілітових та алевролітових сланців відкладені породи сеноманського ярусу крейдової системи, що мають дуже строкатий літологічний склад. Тут є зелені кварцово-глауконітові дрібнозернисті піски, в яких місцями трапляються фосфатизовані спікули губок, зуби риб та інша органіка. Є потужні горизонти порід із високим вмістом кремнезему, які утворилися в мілководному сеноманському морі, де процвітали різноманітні губки з кременистим скелетом. Серед таких силіцитів виділяються окременілі пісковики (гези), спонгіоліти, опоки, халцедоноліти, кремені Місцями сеноман представлений не кременистою, а карбонатною фацією, в якій домінують крейдоподібні вапняки, у яких присутні стяжіння і конкреції плямистих, чорних та сірих кременів, опоковидні силіцити. Рідше трапляються скрем'янілі сліди риючих тварин, скелетні залишки форамініфер, дрібні спікули губок та інші рештки фауни. До сеноманського горизонту приурочені часті виходи підземних вод — джерела. Над породами сеноману залягає примітна товща вапняків сарматського ярусу неогену. Вони досить міцні й утворюють високу привершинну прямовисну стінку із хвилястою поверхнею і згладженими краями. Сарматські вапняки цікаві з геологічного погляду елементами карстових утворень — кавернами, нішами, гротами і невеликими печерами. У вапнякових породах Середнього Дністра з глибокої давнини природні гроти і розширені людською рукою печери використовувались як язичницькі святилища і культові християнські споруди. В радіусі до 30 км від Рудковець існує кілька десятків печер чи їх залишків, культове призначення яких цілком доведене; відомими є Бакотський Свято-Михайлівський, Непоротівський Свято-Миколаївський та Лядовський Свято-Усікновенський скельні чоловічі монастирі
У межах Середнього Дністра зосереджено більше сотні ендемічних та реліктових видів рослин. За флористичною унікальністю цей природний регіон поступається тільки Гірському Криму та Українським Карпатам. У дністровській флорі зустрічаються карпатські, понтично-центрально-азійські, середземноморські та балканські елементи. Серед реліктових видів зустрічається: шиверекія подільська, молочай мигдаловидний, астрагал еспарцетолистий, змієголовник австрійський, чебрець подільський, ясенець білий, відкасник осотовидний, відкасник Біберштейна, арум Бессера, вероніка гірська, кадило сармацьке, цибуля ведмежа, клокичка периста, таволга середня та інші. Серед ендемічних видів виділяють спірею польську, молочаї дністровський та волинський, чебрець одягнений, зіновать подільську, волошку східну, самосил паннонський, шавлію зарослеву, шоломницю весняну, козельці подільські, юринею дністровську. Особливу цінність мають урочища «дністровських стінок», малодоступних місцевостей на схилах південної експозиції з рідкісною флорою і фауною. До них приурочені такі середземноморські види як кизил, гордовина, скумпія, ясенець, листовик сколопендровий, клокичка периста та ін. Степові угруповання представлені формаціями осоки низької, вівсюнця Бессера, ковили волосистої. Саме тут острівцями зустрічається зростання ефедри двоколосої, мигдаля степового, спіреї польської, горицвіту весняного, мінуарції дністровської, заячої конюшини Шиверека. Але над цими — наскельно-степовими угрупованнями нависла загроза, відома як масове заліснення дністровських крутосхилів у 60-70-ті роки малопродуктивними, але невибагливими до умов середовища насадженнями, зокрема: сосни звичайної, сосни чорної, сосни Веймутової тощо. У ґрунтовому покриві переважають сірі лісові ґрунти та їх еродовані відміни.

## Художні твори
- Пісня «Рудківчанка»
- Рудь-Бурдейний В. П., Московчук П. С., Кулешова Н. О. Скарби гордовини. Фолькльорно-історичний нарис с. Рудківці у XIX—XX ст. — Київ, 2012. — 296 с. ISBN 978-966-2530-11-7

## Знаменні дати 2025 року
421 рік першій письмовій згадці про село Рудківці.

375 років тому село Рудківці вперше було позначене на географічній карті.

344 роки тому проведений перший історичний перепис населення с. Рудківці.

283 роки тому побудована перша рудковецька церква.

138 років тому відкрита перша школа.

95 років рудковецькому повстанню проти колективізації.

54 роки тому збудована сучасна школа.

## Рудківці на топографічних картах
- Бопланівська карта Поділля (Рудківці, 1650 рік.)
- Карта з атласу Речі Посполитої XVI—XVII століть на Землі Руські (Рудківці).
- Атлас України. Amsterdam, Covens & Mortier, 1720-41.
- Карта Джованні Антоніо Рицци Занноні, Аркуш № 19, Рудківці, 1767 рік.
- Військово-топографічна карта Російської Імперії 1868 р. М 1:126 000 (с. Рудківці, с. Калюс).
- Австрійська топографічна карта, (с. Рудківці, 1890 р.)
- Двоверстова карта 1907 р. М 1:84 000 (с. Рудківці).
- Німецька триверстова карта 1917 р. М 1:126 000 (с. Рудківці).
- Польські карти 1930 р. М 1:100 000 (с. Рудківці, с. Калюс).
- Польська карта 1929 р. М 1:300 000 (с. Рудківці)
- Німецька карта 1944 р. М 1:50 000 (c. Рудківці).